# Danh sách di sản văn hóa Tây Ban Nha được quan tâm ở tỉnh Teruel
Danh sách di sản văn hóa Tây Ban Nha được quan tâm ở Teruel (tỉnh).

## Các di sản liên quan đến nhiều thành phố
| Tên                        | Dạng    | Địa điểm                                            | Tọa độ | Số hồ sơ tham khảo? | Số hồ sơ tại chính phủ tự trị? | Ngày nhận danh hiệu? | Hình ảnh     |
| -------------------------- | ------- | --------------------------------------------------- | ------ | ------------------- | ------------------------------ | -------------------- | ------------ |
| Máng nước Albarracín-Cella | Di tích | Albarracín, Gea de Albarracín và Cella, Tây Ban Nha |        | RI-51-0010933       |                                | 03/09/2002           | Upload image |

## Di sản theo thành phố

### A

#### Ababuj
| Tên                      | Dạng                                | Địa điểm | Tọa độ | Số hồ sơ tham khảo? | Số hồ sơ tại chính phủ tự trị? | Ngày nhận danh hiệu? | Hình ảnh                   |
| ------------------------ | ----------------------------------- | -------- | ------ | ------------------- | ------------------------------ | -------------------- | -------------------------- |
| Tháp Vieja (Ababuj)      | Di tích Kiến trúc phòng thủ Lâu đài | Ababuj   |        | n/d                 | 1/INM/TER/029/001/010          | 17/04/2006           | Torre Vieja · Upload image |
| Khu vực Icnitas (Ababuj) | Địa điểm lịch sử                    | Ababuj   |        | RI-54-0000159       |                                | 28/01/03             | Upload image               |

#### Aguilar del Alfambra
| Tên                             | Dạng                 | Địa điểm             | Tọa độ | Số hồ sơ tham khảo? | Số hồ sơ tại chính phủ tự trị? | Ngày nhận danh hiệu? | Hình ảnh     |
| ------------------------------- | -------------------- | -------------------- | ------ | ------------------- | ------------------------------ | -------------------- | ------------ |
| Lâu đài Peña (Aguilar Alfambra) | Khu khảo cổ Castillo | Aguilar del Alfambra |        |                     | 1/INM/TER/029/005/006          | 17/04/2006           | Upload image |

#### Alacón
| Tên                         | Dạng          | Địa điểm | Tọa độ | Số hồ sơ tham khảo? | Số hồ sơ tại chính phủ tự trị? | Ngày nhận danh hiệu? | Hình ảnh     |
| --------------------------- | ------------- | -------- | ------ | ------------------- | ------------------------------ | -------------------- | ------------ |
| Tháp Moros                  | Lâu đài       | Alacón   |        |                     | 1/INM/TER/033/006/005          | 17/04/2006           | Upload image |
| Nhà trú tạm Borriquitos     | Arte Rupestre | Alacón   |        | RI-51-0009437       |                                | 15/11/1996           | Upload image |
| Nhà trú tạm Encebros        | Arte Rupestre | Alacón   |        | RI-51-0009438       |                                | 15/11/1996           | Upload image |
| Nhà trú tạm Recolectores    | Arte Rupestre | Alacón   |        | RI-51-0009439       |                                | 15/11/1996           | Upload image |
| Nhà trú tạm Trepadores      | Arte Rupestre | Alacón   |        | RI-51-0009440       |                                | 15/11/1996           | Upload image |
| Nhà trú tạm Arqueros Negros | Arte Rupestre | Alacón   |        | RI-51-0009441       |                                | 15/11/1996           | Upload image |
| Covacho Ahumado             | Arte Rupestre | Alacón   |        | RI-51-0009442       |                                | 15/11/1996           | Upload image |
| Covacho Ahumado             | Arte Rupestre | Alacón   |        | RI-51-0009443       |                                | 15/11/1996           | Upload image |
| Covacho Eudoviges           | Arte Rupestre | Alacón   |        | RI-51-0009444       |                                | 15/11/1996           | Upload image |
| Covacho Tía Mona            | Arte Rupestre | Alacón   |        | RI-51-0009445       |                                | 15/11/1996           | Upload image |
| Covacho Esquemático         | Arte Rupestre | Alacón   |        | RI-51-0009446       |                                | 15/11/1996           | Upload image |
| Hang Garroso                | Arte Rupestre | Alacón   |        | RI-51-0009447       |                                | 15/11/1996           | Upload image |
| Frontón Cápridos            | Arte Rupestre | Alacón   |        | RI-51-0009448       |                                | 15/11/1996           | Upload image |
| Otros Tàn tích Levantinos   | Arte Rupestre | Alacón   |        | RI-51-0009449       |                                | 15/11/1996           | Upload image |

#### Alba, Tây Ban Nha
| Tên               | Dạng    | Địa điểm          | Tọa độ | Số hồ sơ tham khảo? | Số hồ sơ tại chính phủ tự trị? | Ngày nhận danh hiệu? | Hình ảnh     |
| ----------------- | ------- | ----------------- | ------ | ------------------- | ------------------------------ | -------------------- | ------------ |
| Castillejo (Alba) | Lâu đài | Alba, Tây Ban Nha |        |                     | 1/INM/TER/029/007/002          | 17/04/2006           | Upload image |

#### Albalate del Arzobispo
| Tên                                                  | Dạng                       | Địa điểm               | Tọa độ                                        | Số hồ sơ tham khảo? | Số hồ sơ tại chính phủ tự trị? | Ngày nhận danh hiệu? | Hình ảnh     |
| ---------------------------------------------------- | -------------------------- | ---------------------- | --------------------------------------------- | ------------------- | ------------------------------ | -------------------- | ------------ |
| Lâu đài Cung điện Arzobispal                         | Lâu đài                    |                        |                                               |                     | 7/INM/TER/023/008/001          | 17/04/2006           | Upload image |
| Nhà thờ Asunción Nuestra Señora (Albalate Arzobispo) |                            |                        |                                               |                     | 7/INM/TER/023/008/002          | 02/10/2001           | Upload image |
| Mộ Virgen Arcos                                      | Di tích Kiến trúc tôn giáo | Albalate del Arzobispo |                                               | RI-51-0004888       | 7/INM/TER/023/008/003          | 25/05/1983           | Upload image |
| Los Chaparros                                        | Arte Rupestre              |                        |                                               | RI-51-0009450       |                                | 15/11/1996           | Upload image |
| Los Estrechos I                                      | Arte Rupestre              |                        |                                               | RI-51-0009451       |                                | 15/11/1996           | Upload image |
| Los Estrechos II                                     | Arte Rupestre              |                        |                                               | RI-51-0009452       |                                | 15/11/1996           | Upload image |
| Recodo Chaparros I                                   | Arte Rupestre              |                        |                                               | RI-51-0009453       |                                | 15/11/1996           | Upload image |
| Recodo Chaparros II                                  | Arte Rupestre              |                        |                                               | RI-51-0009454       |                                | 15/11/1996           | Upload image |
| Albalate Arzobispo                                   | Khu phức hợp lịch sử       |                        | 41°07′22″B 0°30′34″T / 41,122778°B 0,509444°T | RI-53-0000299       |                                | 05/10/1983           | Upload image |

#### Albarracín
| Tên                                     | Dạng                 | Địa điểm   | Tọa độ                                      | Số hồ sơ tham khảo? | Số hồ sơ tại chính phủ tự trị? | Ngày nhận danh hiệu? | Hình ảnh     |
| --------------------------------------- | -------------------- | ---------- | ------------------------------------------- | ------------------- | ------------------------------ | -------------------- | ------------ |
| Albarracín                              | Khu phức hợp lịch sử | Albarracín | 40°24′23″B 1°26′49″T / 40,4065°B 1,446944°T | RI-53-0000030       |                                | 22/06/1961           | Upload image |
| Khu vực Khảo cổ Piazo Virgen            | Khu khảo cổ          | Albarracín |                                             | RI-55-0000663       |                                | 18/09/2001           | Upload image |
| Tường thành Albarracín                  | Lâu đài              | Albarracín |                                             | RI-51-0000929       | 7/INM/TER/031/009/001          | 03/06/1931           | Upload image |
| Lâu đài Santa Croche                    | Lâu đài              | Albarracín |                                             |                     | 1/INM/TER/031/009/026          | 17/04/2006           | Upload image |
| Nhà trú tạm Navazo                      | Arte Rupestre        | Albarracín |                                             | RI-51-0000277       |                                | 25/04/1924           | Upload image |
| Nhà trú tạm Callejón Plou               | Arte Rupestre        | Albarracín |                                             | RI-51-0000278       |                                | 25/04/1924           | Upload image |
| Nhà trú tạm Figuras Amarillas           | Arte Rupestre        | Albarracín |                                             | RI-51-0009455       |                                | 15/11/1996           | Upload image |
| Nhà trú tạm Figuras Diversas            | Arte Rupestre        | Albarracín |                                             | RI-51-0009456       |                                | 15/11/1996           | Upload image |
| Nhà trú tạm Lázaro                      | Arte Rupestre        | Albarracín |                                             | RI-51-0009457       |                                | 15/11/1996           | Upload image |
| Nhà trú tạm Cazadores Navazo            | Arte Rupestre        | Albarracín |                                             | RI-51-0009458       |                                | 15/11/1996           | Upload image |
| Nhà trú tạm Dos Caballos                | Arte Rupestre        | Albarracín |                                             | RI-51-0009459       |                                | 15/11/1996           | Upload image |
| Nhà trú tạm Toros Barranco Olivanas     | Arte Rupestre        | Albarracín |                                             | RI-51-0009460       |                                | 15/11/1996           | Upload image |
| Nhà trú tạm Toros Prado Navazo          | Arte Rupestre        | Albarracín |                                             | RI-51-0009461       |                                | 15/11/1996           | Upload image |
| Nhà trú tạm Arquero Callejones Cerrados | Arte Rupestre        | Albarracín |                                             | RI-51-0009462       |                                | 15/11/1996           | Upload image |
| Nhà trú tạm Ciervo                      | Arte Rupestre        | Albarracín |                                             | RI-51-0009463       |                                | 15/11/1996           | Upload image |
| Nhà trú tạm Medio Caballo               | Arte Rupestre        | Albarracín |                                             | RI-51-0009464       |                                | 15/11/1996           | Upload image |
| Nhà trú tạm Tío Campano                 | Arte Rupestre        | Albarracín |                                             | RI-51-0009465       |                                | 15/11/1996           | Upload image |
| Nhà trú tạm Toro Negro                  | Arte Rupestre        | Albarracín |                                             | RI-51-0009466       |                                | 15/11/1996           | Upload image |
| Barranco Pajarero                       | Arte Rupestre        | Albarracín |                                             | RI-51-0009467       |                                | 15/11/1996           | Upload image |
| Hang Doña Clotilde                      | Arte Rupestre        | Albarracín |                                             | RI-51-0009468       |                                | 15/11/1996           | Upload image |
| Nhà trú tạm Fuente Cabrerizo            | Arte Rupestre        | Albarracín |                                             | RI-51-0009469       |                                | 15/11/1996           | Upload image |
| Cocinilla Obispo                        | Arte Rupestre        | Albarracín |                                             | RI-51-0009470       |                                | 15/11/1996           | Upload image |
| Las Balsillas                           | Arte Rupestre        | Albarracín |                                             | RI-51-0009471       |                                | 15/11/1996           | Upload image |
| Masada Ligros I, II, III, IV và V       | Arte Rupestre        | Albarracín |                                             | RI-51-0009472       |                                | 15/11/1996           | Upload image |
| Barranco Olivanas II                    | Arte Rupestre        | Albarracín |                                             | RI-51-0010616       |                                | 24/04/2001           | Upload image |

#### Albentosa
| Tên               | Dạng                 | Địa điểm  | Tọa độ | Số hồ sơ tham khảo? | Số hồ sơ tại chính phủ tự trị? | Ngày nhận danh hiệu? | Hình ảnh     |
| ----------------- | -------------------- | --------- | ------ | ------------------- | ------------------------------ | -------------------- | ------------ |
| Lâu đài Albentosa | Khu khảo cổ Castillo | Albentosa |        |                     | 1/INM/TER/032/010/002          | 17/04/2006           | Upload image |

#### Alcaine
| Tên                                | Dạng                  | Địa điểm | Tọa độ | Số hồ sơ tham khảo? | Số hồ sơ tại chính phủ tự trị? | Ngày nhận danh hiệu? | Hình ảnh                       |
| ---------------------------------- | --------------------- | -------- | ------ | ------------------- | ------------------------------ | -------------------- | ------------------------------ |
| Căn nhà Higuera Barranco Estercuel | Di tích Arte Rupestre | Alcaine  |        | RI-51-0009473       |                                | 15/11/1996           | Upload image                   |
| Cañada Marco                       | Di tích Arte rupestre | Alcaine  |        | RI-51-0009474       |                                | 15/11/1996           | Cañada de Marco · Upload image |
| Lâu đài Alcaine                    | Lâu đài               | Alcaine  |        |                     | 1/INM/TER/026/011/003          | 17/04/2006           | Upload image                   |

#### Alcalá de la Selva
| Tên                                           | Dạng                                                                                       | Địa điểm           | Tọa độ                                        | Số hồ sơ tham khảo? | Số hồ sơ tại chính phủ tự trị? | Ngày nhận danh hiệu? | Hình ảnh     |
| --------------------------------------------- | ------------------------------------------------------------------------------------------ | ------------------ | --------------------------------------------- | ------------------- | ------------------------------ | -------------------- | ------------ |
| Nhà thờ San Simón và San Judas (Alcalá Selva) | Di tích Kiến trúc tôn giáo Kiểu: Kiến trúc Gothic-Kiến trúc Phục Hưng Thời gian: Thế kỷ 16 | Alcalá de la Selva | 40°22′19″B 0°43′13″T / 40,371969°B 0,72035°T  | RI-51-0010727       | 7/INM/TER/032/012/001          | 18/09/2001           | Upload image |
| Lâu đài Alcalá Selva                          | Di tích Kiến trúc phòng thủ                                                                | Alcalá de la Selva | 40°22′18″B 0°43′18″T / 40,371792°B 0,721556°T | n/d                 | 1/INM/TER/032/012/008          | 17/04/2006           | Upload image |

#### Alcañiz
| Tên                         | Dạng | Địa điểm               | Tọa độ                                        | Số hồ sơ tham khảo? | Số hồ sơ tại chính phủ tự trị? | Ngày nhận danh hiệu? | Hình ảnh                                       |
| --------------------------- | --- | ---------------------- | --------------------------------------------- | ------------------- | ------------------------------ | -------------------- | ---------------------------------------------- |
| Tòa thị chính Alcañiz       | | Alcañiz                |                                               | RI-51-0000927       | 7/INM/TER/019/013/001          | 03/06/1931           | Upload image                                   |
| Lâu đài Calatravos          | Lâu đài                                                                                                  | Alcañiz                |                                               | RI-51-0000312       | 7/INM/TER/019/013/002          | 25/06/1925           | Upload image                                   |
| Santa María Mayor (Alcañiz) | Di tích Kiến trúc tôn giáo Kiểu: Kiến trúc Gothic và Kiến trúc Baroque Thời gian: Thế kỷ 13 và Thế kỷ 18 | Alcañiz Pl. España, 10 | 41°03′03″B 0°07′54″T / 41,050734°B 0,131725°T | RI-51-0005377       | 7/INM/TER/019/013/003          | 27/05/1988           | Iglesia de Santa María la Mayor · Upload image |
| Lonja Alcañiz               | | Alcañiz                |                                               | RI-51-0000928       | 7/INM/TER/019/013/005          | 03/06/1931           | Upload image                                   |
| Tường Alcañiz               | Lâu đài                                                                                                  | Alcañiz                |                                               |                     | 1/INM/TER/028/013/017          | 17/04/2006           | Upload image                                   |
| Tháp Campamento             | Lâu đài                                                                                                  | Alcañiz                |                                               |                     | 1/INM/TER/028/013/015          | 17/04/2006           | Upload image                                   |
| Tháp Gordizo                | Lâu đài                                                                                                  | Alcañiz                |                                               |                     | 1/INM/TER/028/013/016          | 17/04/2006           | Upload image                                   |
| Val Charco Agua Amarga      | Di tích Nghệ thuật đá                                                                                    | Alcañiz                |                                               | RI-51-0009475       |                                | 15/11/1996           | Val del Charco del Agua Amarga · Upload image  |

#### Alcorisa
| Tên                                  | Dạng                       | Địa điểm | Tọa độ                                       | Số hồ sơ tham khảo? | Số hồ sơ tại chính phủ tự trị? | Ngày nhận danh hiệu? | Hình ảnh                                       |
| ------------------------------------ | -------------------------- | -------- | -------------------------------------------- | ------------------- | ------------------------------ | -------------------- | ---------------------------------------------- |
| Nhà thờ Santa María Mayor (Alcorisa) | Di tích Kiến trúc tôn giáo | Alcorisa | 40°53′29″B 0°22′50″T / 40,891278°B 0,38058°T | RI-51-0010897       | 7/INM/TER/019/014/001          | 05/02/2002           | Iglesia de Santa María la Mayor · Upload image |
| Khu dân cư Ibérico Cabezo Guardia    | Khu khảo cổ                | Alcorisa |                                              | RI-55-0000665       |                                | 23/10/2001           | Upload image                                   |

#### Alfambra
| Tên              | Dạng                 | Địa điểm | Tọa độ | Số hồ sơ tham khảo? | Số hồ sơ tại chính phủ tự trị? | Ngày nhận danh hiệu? | Hình ảnh     |
| ---------------- | -------------------- | -------- | ------ | ------------------- | ------------------------------ | -------------------- | ------------ |
| Lâu đài Alfambra | Khu khảo cổ Castillo | Alfambra |        |                     | 1/INM/TER/029/016/004          | 17/04/2006           | Upload image |

#### Aliaga, Tây Ban Nha
| Tên                | Dạng    | Địa điểm            | Tọa độ | Số hồ sơ tham khảo? | Số hồ sơ tại chính phủ tự trị? | Ngày nhận danh hiệu? | Hình ảnh     |
| ------------------ | ------- | ------------------- | ------ | ------------------- | ------------------------------ | -------------------- | ------------ |
| Lâu đài Encomienda | Lâu đài | Aliaga, Tây Ban Nha |        |                     | 1/INM/TER/026/017/003          | 17/04/2006           | Upload image |

#### Almohaja
| Tên              | Dạng                | Địa điểm | Tọa độ | Số hồ sơ tham khảo? | Số hồ sơ tại chính phủ tự trị? | Ngày nhận danh hiệu? | Hình ảnh     |
| ---------------- | ------------------- | -------- | ------ | ------------------- | ------------------------------ | -------------------- | ------------ |
| Tháp San Ginés   | Lâu đài             | Almohaja |        |                     | 1/INM/TER/029/018/004          | 17/04/2006           | Upload image |
| Lâu đài Almohaja | Khu khảo cổ Lâu đài | Almohaja |        |                     | 1/INM/TER/029/018/003          | 17/04/2006           | Upload image |

#### Andorra, Teruel
| Tên                                        | Dạng                                                          | Địa điểm | Tọa độ                                        | Số hồ sơ tham khảo? | Số hồ sơ tại chính phủ tự trị? | Ngày nhận danh hiệu? | Hình ảnh                                                 |
| ------------------------------------------ | ------------------------------------------------------------- | -------- | --------------------------------------------- | ------------------- | ------------------------------ | -------------------- | -------------------------------------------------------- |
| Nhà hoang Virgen Pilar (Andorra)           | Di tích Kiến trúc tôn giáo Thời gian: Thế kỷ 12 đến Thế kỷ 16 | Andorra  |                                               | RI-51-0010896       | 7/INM/TER/033/025/001          | 05/02/2002           | Ermita de la Virgen del Pilar · Upload image             |
| Nhà thờ Natividad Nuestra Señora (Andorra) | Di tích Kiến trúc tôn giáo Thời gian: Thế kỷ 16 đến Thế kỷ 17 | Andorra  | 40°58′30″B 0°26′37″T / 40,974972°B 0,443697°T | RI-51-0010895       | 7/INM/TER/033/025/002          | 05/02/2002           | Iglesia de la Natividad de Nuestra Señora · Upload image |

#### Arcos de las Salinas
| Tên                | Dạng                       | Địa điểm             | Tọa độ                                        | Số hồ sơ tham khảo? | Số hồ sơ tại chính phủ tự trị? | Ngày nhận danh hiệu? | Hình ảnh                                |
| ------------------ | -------------------------- | -------------------- | --------------------------------------------- | ------------------- | ------------------------------ | -------------------- | --------------------------------------- |
| Nhà thờ Inmaculada | Di tích Kiến trúc tôn giáo | Arcos de las Salinas | 39°59′30″B 1°02′37″T / 39,991533°B 1,043522°T | RI-51-0004918       | 7/INM/TER/032/026/001          | 13/07/1983           | Iglesia de la Inmaculada · Upload image |

#### Arens de Lledó
| Tên                            | Dạng                                                                   | Địa điểm       | Tọa độ                                        | Số hồ sơ tham khảo? | Số hồ sơ tại chính phủ tự trị? | Ngày nhận danh hiệu? | Hình ảnh                              |
| ------------------------------ | ---------------------------------------------------------------------- | -------------- | --------------------------------------------- | ------------------- | ------------------------------ | -------------------- | ------------------------------------- |
| Nhà thờ Asunción (Arens Lledó) | Di tích Kiến trúc tôn giáo Kiểu: Kiến trúc Gothic Thời gian: Thế kỷ 14 | Arens de Lledó | 40°59′35″B 0°16′17″Đ / 40,993173°B 0,271313°Đ | RI-51-0010843       | 7/INM/TER/027/027/001          | 04/12/2001           | Iglesia de la Asunción · Upload image |

#### Argente
| Tên                                | Dạng                                                                                       | Địa điểm | Tọa độ                                        | Số hồ sơ tham khảo? | Số hồ sơ tại chính phủ tự trị? | Ngày nhận danh hiệu? | Hình ảnh                                |
| ---------------------------------- | ------------------------------------------------------------------------------------------ | -------- | --------------------------------------------- | ------------------- | ------------------------------ | -------------------- | --------------------------------------- |
| Nhà hoang Virgen Campo (Argente)   | Di tích Kiến trúc tôn giáo Kiểu: Kiến trúc Gothic-Kiến trúc Phục Hưng Thời gian: Thế kỷ 16 | Argente  | 40°41′41″B 1°08′00″T / 40,694611°B 1,133458°T | RI-51-0010885       | 7/INM/TER/029/028/002          | 19/02/2002           | Upload image                            |
| Nhà hoang Santa Quiteria (Argente) | Di tích Kiến trúc tôn giáo Kiểu: Kiến trúc Roman Thời gian: Thế kỷ 12                      | Argente  | 40°40′37″B 1°11′39″T / 40,677039°B 1,194161°T | RI-51-0010884       | 7/INM/TER/029/028/001          | 19/02/2002           | Ermita de Santa Quiteria · Upload image |
| Tháp Argente                       | Di tích Kiến trúc phòng thủ                                                                | Argente  | 40°41′19″B 1°09′47″T / 40,688501°B 1,163047°T |                     | 1/INM/TER/029/028/004          | 17/04/2006           | Upload image                            |

#### Ariño
| Tên                                            | Dạng             | Địa điểm | Tọa độ | Số hồ sơ tham khảo? | Số hồ sơ tại chính phủ tự trị? | Ngày nhận danh hiệu? | Hình ảnh     |
| ---------------------------------------------- | ---------------- | -------- | ------ | ------------------- | ------------------------------ | -------------------- | ------------ |
| Nhà thờ Salvador (Ariño)                       |                  | Ariño    |        |                     | 7/INM/TER/033/029/001          | 30/04/2002           | Upload image |
| Khu vực icnitas dinosaurio Puente Río Escuriza | Địa điểm lịch sử | Ariño    |        | RI-54-0000161       |                                | 28/01/03             | Upload image |

#### Azaila
| Tên                                                                | Dạng        | Địa điểm | Tọa độ | Số hồ sơ tham khảo? | Số hồ sơ tại chính phủ tự trị? | Ngày nhận danh hiệu? | Hình ảnh     |
| ------------------------------------------------------------------ | ----------- | -------- | ------ | ------------------- | ------------------------------ | -------------------- | ------------ |
| Acrópolis sita ở Cabezo Alcalá và demás ruinas ở Dehesa Pedriñales | Khu khảo cổ | Azaila   |        | RI-55-0000004       |                                | 28/11/24             | Upload image |

### B

#### Báguena
| Tên                                       | Dạng    | Địa điểm | Tọa độ | Số hồ sơ tham khảo? | Số hồ sơ tại chính phủ tự trị? | Ngày nhận danh hiệu? | Hình ảnh     |
| ----------------------------------------- | ------- | -------- | ------ | ------------------- | ------------------------------ | -------------------- | ------------ |
| Lâu đài Báguena                           | Lâu đài | Báguena  |        |                     | 1/INM/TER/025/033/003          | 17/04/2006           | Upload image |
| Nhà thờ Asunción Nuestra Señora (Báguena) |         | Báguena  |        |                     | 7/INM/TER/025/033/002          | 18/09/2001           | Upload image |

#### Beceite
| Tên            | Dạng                 | Địa điểm | Tọa độ                                      | Số hồ sơ tham khảo? | Số hồ sơ tại chính phủ tự trị? | Ngày nhận danh hiệu? | Hình ảnh     |
| -------------- | -------------------- | -------- | ------------------------------------------- | ------------------- | ------------------------------ | -------------------- | ------------ |
| Fenellosa      | Arte Rupestre        | Beceite  |                                             | RI-51-0009476       |                                | 15/11/1996           | Upload image |
| Fuerte Cabrera | Lâu đài              | Beceite  |                                             |                     | 1/INM/TER/027/037/021          | 17/04/2006           | Upload image |
| Beceite        | Khu phức hợp lịch sử | Beceite  | 40°49′52″B 0°10′46″Đ / 40,83106°B 0,17956°Đ | RI-53-0000638       |                                | 08/05/2007           | Upload image |

#### Berge, Teruel
| Tên         | Dạng    | Địa điểm      | Tọa độ | Số hồ sơ tham khảo? | Số hồ sơ tại chính phủ tự trị? | Ngày nhận danh hiệu? | Hình ảnh     |
| ----------- | ------- | ------------- | ------ | ------------------- | ------------------------------ | -------------------- | ------------ |
| Tháp Piquer | Lâu đài | Berge, Teruel |        |                     | 1/INM/TER/028/040/004          | 17/04/2006           | Upload image |

#### Bezas
| Tên                                     | Dạng          | Địa điểm | Tọa độ | Số hồ sơ tham khảo? | Số hồ sơ tại chính phủ tự trị? | Ngày nhận danh hiệu? | Hình ảnh     |
| --------------------------------------- | ------------- | -------- | ------ | ------------------- | ------------------------------ | -------------------- | ------------ |
| Nhà trú tạm contiguo a Paridera Tajadas | Arte Rupestre | Bezas    |        | RI-51-0009477       |                                | 15/11/1996           | Upload image |
| Nhà trú tạm Paridera Tajadas            | Arte Rupestre | Bezas    |        | RI-51-0009478       |                                | 15/11/1996           | Upload image |
| Nhà trú tạm Huerto Tajadas              | Arte Rupestre | Bezas    |        | RI-51-0009479       |                                | 15/11/1996           | Upload image |

#### Blancas
| Tên                                 | Dạng                       | Địa điểm | Tọa độ                                        | Số hồ sơ tham khảo? | Số hồ sơ tại chính phủ tự trị? | Ngày nhận danh hiệu? | Hình ảnh                                    |
| ----------------------------------- | -------------------------- | -------- | --------------------------------------------- | ------------------- | ------------------------------ | -------------------- | ------------------------------------------- |
| Nhà thờ San Pedro Apóstol (Blancas) | Di tích Kiến trúc tôn giáo | Blancas  | 40°48′50″B 1°28′54″T / 40,813764°B 1,481786°T | RI-51-0010899       | 7/INM/TER/025/042/001          | 05/02/2002           | Iglesia de San Pedro Apóstol · Upload image |

#### Blesa
| Tên        | Dạng                | Địa điểm | Tọa độ | Số hồ sơ tham khảo? | Số hồ sơ tại chính phủ tự trị? | Ngày nhận danh hiệu? | Hình ảnh     |
| ---------- | ------------------- | -------- | ------ | ------------------- | ------------------------------ | -------------------- | ------------ |
| Tháp Blesa | Khu khảo cổ Lâu đài | Blesa    |        |                     | 1/INM/TER/026/043/002          | 17/04/2006           | Upload image |

#### Bueña
| Tên           | Dạng    | Địa điểm | Tọa độ | Số hồ sơ tham khảo? | Số hồ sơ tại chính phủ tự trị? | Ngày nhận danh hiệu? | Hình ảnh     |
| ------------- | ------- | -------- | ------ | ------------------- | ------------------------------ | -------------------- | ------------ |
| Lâu đài Bueña | Lâu đài | Bueña    |        |                     | 1/INM/TER/025/046/004          | 17/04/2006           | Upload image |

#### Burbáguena
| Tên                                         | Dạng    | Địa điểm   | Tọa độ | Số hồ sơ tham khảo? | Số hồ sơ tại chính phủ tự trị? | Ngày nhận danh hiệu? | Hình ảnh     |
| ------------------------------------------- | ------- | ---------- | ------ | ------------------- | ------------------------------ | -------------------- | ------------ |
| Lâu đài Burbacana                           | Lâu đài | Burbáguena |        |                     | 1/INM/TER/025/047/009          | 17/04/2006           | Upload image |
| Nhà thờ Nuestra Señora Ángeles (Burbáguena) |         | Burbáguena |        | RI-51-0010875       | 1/INM/TER/025/047/001          | 05/02/2002           | Upload image |

### C

#### Cabra de Mora
| Tên                             | Dạng                                            | Địa điểm      | Tọa độ                                        | Số hồ sơ tham khảo? | Số hồ sơ tại chính phủ tự trị? | Ngày nhận danh hiệu? | Hình ảnh     |
| ------------------------------- | ----------------------------------------------- | ------------- | --------------------------------------------- | ------------------- | ------------------------------ | -------------------- | ------------ |
| Nhà thờ San Miguel (Cabra Mora) | Di tích Kiến trúc tôn giáo Thời gian: Thế kỷ 18 | Cabra de Mora | 40°19′02″B 0°48′30″T / 40,317152°B 0,808223°T | RI-51-0010855       | 7/INM/TER/032/048/001          | 02/10/2001           | Upload image |

#### Calaceite
| Tên                          | Dạng                                            | Địa điểm  | Tọa độ                                        | Số hồ sơ tham khảo? | Số hồ sơ tại chính phủ tự trị? | Ngày nhận danh hiệu? | Hình ảnh                                           |
| ---------------------------- | ----------------------------------------------- | --------- | --------------------------------------------- | ------------------- | ------------------------------ | -------------------- | -------------------------------------------------- |
| Nhà thờ Asunción (Calaceite) | Di tích Kiến trúc tôn giáo Thời gian: Thế kỷ 17 | Calaceite | 41°01′00″B 0°11′18″Đ / 41,016723°B 0,18825°Đ  | RI-51-0010844       | 7/INM/TER/019/049/001          | 04/12/2001           | Iglesia de la Asunción de Calaceite · Upload image |
| Tháp Calaceite               | Lâu đài                                         | Calaceite |                                               |                     | 1/INM/TER/027/049/046          | 17/04/2006           | Upload image                                       |
| Calaceite                    | Di tích Nhóm di tích lịch sử                    | Calaceite | 41°01′00″B 0°11′15″Đ / 41,016559°B 0,187514°Đ | RI-51-0012089       |                                | 05/06/2007           | Villa de Calaceite · Upload image                  |
| Ruinas Ibéricas San Antonio  | Khu khảo cổ                                     | Calaceite |                                               | RI-55-0000048       |                                | 03/06/1931           | Upload image                                       |

#### Calamocha
| Tên                                             | Dạng                     | Địa điểm                    | Tọa độ                                        | Số hồ sơ tham khảo? | Số hồ sơ tại chính phủ tự trị? | Ngày nhận danh hiệu? | Hình ảnh                                                  |
| ----------------------------------------------- | ------------------------ | --------------------------- | --------------------------------------------- | ------------------- | ------------------------------ | -------------------- | --------------------------------------------------------- |
| Nhà Cung điện Angulo và Tejada                  | Di tích Kiến trúc dân sự | Calamocha                   | 40°55′13″B 1°17′59″T / 40,920153°B 1,299743°T | RI-51-0010889       | 7/INM/TER/025/050/001          | 19/02/2002           | Casa Palacio de los Angulo y de los Tejada · Upload image |
| Lâu đài Cutanda                                 | Khu khảo cổ              | Calamocha Cutanda           |                                               |                     | 1/INM/TER/025/050/015          | 17/04/2006           | Upload image                                              |
| Lâu đài Poyo Cid                                | Khu khảo cổ Castillo     | Calamocha El Poyo del Cid   |                                               |                     | 1/INM/TER/025/050/050          | 17/04/2006           | Upload image                                              |
| Nhà thờ Asunción Nuestra Señora (Navarrete Río) |                          | Calamocha Navarrete del Río |                                               |                     | 7/INM/TER/025/050/004          | 04/12/2001           | Upload image                                              |
| Puente Romano Calamocha                         |                          | Calamocha                   |                                               | RI-51-0010685       | 7/INM/TER/025/050/002          | 24/07/2001           | Upload image                                              |
| Puente romano Luco Jiloca                       |                          | Calamocha Luco de Jiloca    |                                               | RI-51-0010706       | 1/INM/TER/025/050/076          | 18/09/2001           | Upload image                                              |
| Tháp mudéjar Olalla                             |                          | Calamocha Olalla            |                                               | RI-51-0004762       | 7/INM/TER/025/050/005          | 22/12/1982           | Upload image                                              |

#### Calanda
| Tên             | Dạng                 | Địa điểm | Tọa độ | Số hồ sơ tham khảo? | Số hồ sơ tại chính phủ tự trị? | Ngày nhận danh hiệu? | Hình ảnh     |
| --------------- | -------------------- | -------- | ------ | ------------------- | ------------------------------ | -------------------- | ------------ |
| Lâu đài Calanda | Khu khảo cổ Castillo | Calanda  |        |                     | 1/INM/TER/028/051/010          | 17/04/2006           | Upload image |

#### Camañas
| Tên             | Dạng                | Địa điểm | Tọa độ | Số hồ sơ tham khảo? | Số hồ sơ tại chính phủ tự trị? | Ngày nhận danh hiệu? | Hình ảnh     |
| --------------- | ------------------- | -------- | ------ | ------------------- | ------------------------------ | -------------------- | ------------ |
| Lâu đài Camañas | Khu khảo cổ Lâu đài | Camañas  |        |                     | 1/INM/TER/029/053/006          | 17/04/2006           | Upload image |

#### Camarena de la Sierra
| Tên                          | Dạng                 | Địa điểm              | Tọa độ | Số hồ sơ tham khảo? | Số hồ sơ tại chính phủ tự trị? | Ngày nhận danh hiệu? | Hình ảnh     |
| ---------------------------- | -------------------- | --------------------- | ------ | ------------------- | ------------------------------ | -------------------- | ------------ |
| Castillejo (Camarena Sierra) | Khu khảo cổ Castillo | Camarena de la Sierra |        |                     | 1/INM/TER/032/054/007          | 17/04/2006           | Upload image |

#### Camarillas
| Tên                                 | Dạng                                     | Địa điểm   | Tọa độ | Số hồ sơ tham khảo? | Số hồ sơ tại chính phủ tự trị? | Ngày nhận danh hiệu? | Hình ảnh                                         |
| ----------------------------------- | ---------------------------------------- | ---------- | ------ | ------------------- | ------------------------------ | -------------------- | ------------------------------------------------ |
| Lâu đài Camarillas                  | Di tích Kiến trúc quân sự Lâu đài        | Camarillas |        | n/d                 | 1/INM/TER/029/055/014          | 17/04/2006           | Castillo de Camarillas · Upload image            |
| Mộ Virgen Campo (Camarillas)        | Di tích Kiến trúc tôn giáo               | Camarillas |        | RI-51-0010856       | 7/INM/TER/029/055/001          | 02/10/2001           | Ermita de la Virgen del Campo · Upload image     |
| Nhà thờ Virgen Lâu đài (Camarillas) | Di tích Kiến trúc tôn giáo Kiểu: Baroque | Camarillas |        | RI-51-0004763       | 1/INM/TER/029/055/013          | 22/12/1982           | Iglesia de la Virgen del Castillo · Upload image |

#### Caminreal
| Tên             | Dạng        | Địa điểm  | Tọa độ | Số hồ sơ tham khảo? | Số hồ sơ tại chính phủ tự trị? | Ngày nhận danh hiệu? | Hình ảnh     |
| --------------- | ----------- | --------- | ------ | ------------------- | ------------------------------ | -------------------- | ------------ |
| Khu vực Caridad | Khu khảo cổ | Caminreal |        | RI-55-0000814       |                                | 06/07/2004           | Upload image |

#### Cantavieja
| Tên                | Dạng                 | Địa điểm   | Tọa độ | Số hồ sơ tham khảo? | Số hồ sơ tại chính phủ tự trị? | Ngày nhận danh hiệu? | Hình ảnh     |
| ------------------ | -------------------- | ---------- | ------ | ------------------- | ------------------------------ | -------------------- | ------------ |
| Lâu đài Cantavieja | Lâu đài              | Cantavieja |        |                     | 1/INM/TER/030/059/015          | 17/04/2006           | Upload image |
| Cantavieja         | Khu phức hợp lịch sử | Cantavieja |        | RI-53-0000248       |                                | 20/08/1981           | Upload image |

#### Cañada de Benatanduz
| Tên                       | Dạng                 | Địa điểm             | Tọa độ | Số hồ sơ tham khảo? | Số hồ sơ tại chính phủ tự trị? | Ngày nhận danh hiệu? | Hình ảnh     |
| ------------------------- | -------------------- | -------------------- | ------ | ------------------- | ------------------------------ | -------------------- | ------------ |
| Lâu đài Cañada Benatanduz | Khu khảo cổ Castillo | Cañada de Benatanduz |        |                     | 1/INM/TER/030/060/008          | 17/04/2006           | Upload image |

#### Cascante del Río
| Tên                  | Dạng    | Địa điểm         | Tọa độ | Số hồ sơ tham khảo? | Số hồ sơ tại chính phủ tự trị? | Ngày nhận danh hiệu? | Hình ảnh     |
| -------------------- | ------- | ---------------- | ------ | ------------------- | ------------------------------ | -------------------- | ------------ |
| Lâu đài Cascante Río | Lâu đài | Cascante del Río |        |                     | 1/INM/TER/029/064/004          | 17/04/2006           | Upload image |

#### Castejón de Tornos
| Tên                   | Dạng    | Địa điểm           | Tọa độ | Số hồ sơ tham khảo? | Số hồ sơ tại chính phủ tự trị? | Ngày nhận danh hiệu? | Hình ảnh     |
| --------------------- | ------- | ------------------ | ------ | ------------------- | ------------------------------ | -------------------- | ------------ |
| Tháp Nhà thờ Asunción | Lâu đài | Castejón de Tornos |        |                     | 1/INM/TER/025/065/004          | 17/04/2006           | Upload image |

#### Castellote
| Tên                                              | Dạng                 | Địa điểm              | Tọa độ | Số hồ sơ tham khảo? | Số hồ sơ tại chính phủ tự trị? | Ngày nhận danh hiệu? | Hình ảnh     |
| ------------------------------------------------ | -------------------- | --------------------- | ------ | ------------------- | ------------------------------ | -------------------- | ------------ |
| Lâu đài Templarios (Castellote)                  | Lâu đài              | Castellote            |        |                     | 1/INM/TER/030/071/033          | 17/04/2006           | Upload image |
| Nhà trú tạm Vacada                               | Arte Rupestre        | Castellote            |        | RI-51-0009480       |                                | 15/11/1996           | Upload image |
| Nhà trú tạm Barranco Hondo                       | Arte Rupestre        | Castellote            |        | RI-51-0009481       |                                | 15/11/1996           | Upload image |
| Nhà trú tạm Arenal Fonseca hay Nhà trú tạm Angel | Arte Rupestre        | Ladruñán (Castellote) |        | RI-51-0009488       |                                | 15/11/1996           | Upload image |
| Nhà trú tạm Arquero                              | Arte Rupestre        | Ladruñán (Castellote) |        | RI-51-0009489       |                                | 15/11/1996           | Upload image |
| Nhà trú tạm Torico Pudial                        | Arte Rupestre        | Castellote Ladruñán   |        | RI-51-0009490       |                                | 15/11/1996           | Upload image |
| Friso Abierto Pudial                             | Arte Rupestre        | Castellote Ladruñán   |        | RI-51-0009491       |                                | 15/11/1996           | Upload image |
| Las Rozas I                                      | Arte Rupestre        | Castellote Ladruñán   |        | RI-51-0009492       |                                | 15/11/1996           | Upload image |
| Khu vực icnitas dinosaurio Abendigo              | Địa điểm lịch sử     | Castellote            |        | RI-54-0000162       |                                | 28/01/03             | Upload image |
| Castellote                                       | Khu phức hợp lịch sử | Castellote            |        | RI-53-0000636       |                                | 08/05/2007           | Upload image |

#### Cedrillas
| Tên               | Dạng    | Địa điểm  | Tọa độ | Số hồ sơ tham khảo? | Số hồ sơ tại chính phủ tự trị? | Ngày nhận danh hiệu? | Hình ảnh     |
| ----------------- | ------- | --------- | ------ | ------------------- | ------------------------------ | -------------------- | ------------ |
| Lâu đài Cedrillas | Lâu đài | Cedrillas |        |                     | 1/INM/TER/029/074/001          | 17/04/2006           | Upload image |

#### Celadas
| Tên                       | Dạng    | Địa điểm | Tọa độ | Số hồ sơ tham khảo? | Số hồ sơ tại chính phủ tự trị? | Ngày nhận danh hiệu? | Hình ảnh     |
| ------------------------- | ------- | -------- | ------ | ------------------- | ------------------------------ | -------------------- | ------------ |
| Lâu đài Cung điện Celadas | Lâu đài | Celadas  |        |                     | 1/INM/TER/029/075/002          | 17/04/2006           | Upload image |

#### Cella, Tây Ban Nha
| Tên                 | Dạng    | Địa điểm           | Tọa độ | Số hồ sơ tham khảo? | Số hồ sơ tại chính phủ tự trị? | Ngày nhận danh hiệu? | Hình ảnh     |
| ------------------- | ------- | ------------------ | ------ | ------------------- | ------------------------------ | -------------------- | ------------ |
| Lâu đài Cella       | Lâu đài | Cella, Tây Ban Nha |        |                     | 1/INM/TER/029/076/010          | 17/04/2006           | Upload image |
| Tòa thị chính Cella |         | Cella              |        | RI-51-0004928       | 7/INM/TER/029/076/001          | 31/08/1983           | Upload image |
| Fuente Cella        |         | Cella              |        | RI-51-0004928       | 1/INM/TER/029/076/018          | 31/08/1983           | Upload image |

#### Concud
| Tên                                                                                    | Dạng        | Địa điểm | Tọa độ | Số hồ sơ tham khảo? | Số hồ sơ tại chính phủ tự trị? | Ngày nhận danh hiệu? | Hình ảnh     |
| -------------------------------------------------------------------------------------- | ----------- | -------- | ------ | ------------------- | ------------------------------ | -------------------- | ------------ |
| Quần thể Interés Cultural zona paleontológica "Đồi Garita" và "Barranco Las Calaveras" | Khu khảo cổ | Concud   |        | RI-55-0000837       |                                | 05/10/2004           | Upload image |

#### Corbalán
| Tên              | Dạng                 | Địa điểm | Tọa độ | Số hồ sơ tham khảo? | Số hồ sơ tại chính phủ tự trị? | Ngày nhận danh hiệu? | Hình ảnh     |
| ---------------- | -------------------- | -------- | ------ | ------------------- | ------------------------------ | -------------------- | ------------ |
| Lâu đài Corbalán | Khu khảo cổ Castillo | Corbalán |        |                     | 1/INM/TER/029/082/007          | 17/04/2006           | Upload image |

#### Cretas
| Tên                               | Dạng          | Địa điểm            | Tọa độ | Số hồ sơ tham khảo? | Số hồ sơ tại chính phủ tự trị? | Ngày nhận danh hiệu? | Hình ảnh     |
| --------------------------------- | ------------- | ------------------- | ------ | ------------------- | ------------------------------ | -------------------- | ------------ |
| Nhà thờ Asunción (Cretas)         |               | Cretas              |        | RI-51-0010845       | 7/INM/TER/027/086/001          | 04/12/2001           | Upload image |
| Hang Font Bernarda                | Arte Rupestre | Cretas              |        | RI-51-0009482       |                                | 15/11/1996           | Upload image |
| Hang Mas Abogat                   | Arte Rupestre | Cretas              |        | RI-51-0009483       |                                | 15/11/1996           | Upload image |
| Nhà trú tạm dels Gascons          | Arte Rupestre | Cretas              |        | RI-51-0009484       |                                | 15/11/1996           | Upload image |
| Roca Dels Moros                   | Arte Rupestre | Cretas              |        | RI-51-0009485       |                                | 15/11/1996           | Upload image |
| Khu dân cư Ibérico Els Castellans | Khu khảo cổ   | Cretas và Calaceite |        | RI-55-0000667       |                                | 23/10/2001           | Upload image |

#### Crivillén
| Tên                     | Dạng                       | Địa điểm  | Tọa độ                                        | Số hồ sơ tham khảo? | Số hồ sơ tại chính phủ tự trị? | Ngày nhận danh hiệu? | Hình ảnh                                         |
| ----------------------- | -------------------------- | --------- | --------------------------------------------- | ------------------- | ------------------------------ | -------------------- | ------------------------------------------------ |
| Tháp Nhà thờ San Martín | Di tích Kiến trúc tôn giáo | Crivillén | 40°53′02″B 0°34′38″T / 40,883881°B 0,577219°T | RI-51-0004630       | 7/INM/TER/033/087/001          | 17/04/1982           | Torre de la Iglesia de San Martín · Upload image |

#### Cucalón, Tây Ban Nha
| Tên                        | Dạng    | Địa điểm             | Tọa độ | Số hồ sơ tham khảo? | Số hồ sơ tại chính phủ tự trị? | Ngày nhận danh hiệu? | Hình ảnh     |
| -------------------------- | ------- | -------------------- | ------ | ------------------- | ------------------------------ | -------------------- | ------------ |
| Nhà thờ Santiago (Cucalón) | Lâu đài | Cucalón, Tây Ban Nha |        |                     | 1/INM/TER/025/090/005          | 17/04/2006           | Upload image |

#### Cuevas de Cañart
| Tên                   | Dạng                 | Địa điểm                      | Tọa độ | Số hồ sơ tham khảo? | Số hồ sơ tại chính phủ tự trị? | Ngày nhận danh hiệu? | Hình ảnh     |
| --------------------- | -------------------- | ----------------------------- | ------ | ------------------- | ------------------------------ | -------------------- | ------------ |
| Castillo-Ermita Poyos | Khu khảo cổ Castillo | Cuevas de Cañart (Castellote) |        |                     | 1/INM/TER/030/071/034          | 17/04/2006           | Upload image |

### E

#### El Castellar
| Tên                                        | Dạng             | Địa điểm     | Tọa độ | Số hồ sơ tham khảo? | Số hồ sơ tại chính phủ tự trị? | Ngày nhận danh hiệu? | Hình ảnh     |
| ------------------------------------------ | ---------------- | ------------ | ------ | ------------------- | ------------------------------ | -------------------- | ------------ |
| Lâu đài Castellar                          | Lâu đài          | El Castellar |        |                     | 1/INM/TER/032/070/003          | 17/04/2006           | Upload image |
| Khu vực icnitas dinosaurio " Hoyo"         | Địa điểm lịch sử | El Castellar |        | RI-54-0000186       |                                | 27/01/04             | Upload image |
| Khu vực icnitas Castellar                  | Địa điểm lịch sử | El Castellar |        | RI-54-0000187       |                                | 27/01/04             | Upload image |
| Khu vực icnitas dinosaurio "Camino Berzal" | Địa điểm lịch sử | El Castellar |        | RI-54-0000188       |                                | 27/01/04             | Upload image |
| Khu vực icntias dinosaurio " Pozo"         | Địa điểm lịch sử | El Castellar |        | RI-54-0000189       |                                | 27/01/04             | Upload image |

#### Ejulve
| Tên                                | Dạng    | Địa điểm | Tọa độ | Số hồ sơ tham khảo? | Số hồ sơ tại chính phủ tự trị? | Ngày nhận danh hiệu? | Hình ảnh     |
| ---------------------------------- | ------- | -------- | ------ | ------------------- | ------------------------------ | -------------------- | ------------ |
| Nhà thờ Santa María Mayor (Ejulve) | Lâu đài | Ejulve   |        |                     | 1/INM/TER/033/096/006          | 17/04/2006           | Upload image |

#### Estercuel
| Tên                        | Dạng                       | Địa điểm  | Tọa độ                                        | Số hồ sơ tham khảo? | Số hồ sơ tại chính phủ tự trị? | Ngày nhận danh hiệu? | Hình ảnh                                         |
| -------------------------- | -------------------------- | --------- | --------------------------------------------- | ------------------- | ------------------------------ | -------------------- | ------------------------------------------------ |
| Tu viện Santa María Olivar | Di tích Kiến trúc tôn giáo | Estercuel | 40°53′10″B 0°37′22″T / 40,886058°B 0,622884°T | RI-51-0004680       | 7/INM/TER/033/100/001          | 24/07/1982           | Monasterio Santa María del Olivar · Upload image |

### F

#### Ferreruela de Huerva
| Tên                     | Dạng                                               | Địa điểm             | Tọa độ                                        | Số hồ sơ tham khảo? | Số hồ sơ tại chính phủ tự trị? | Ngày nhận danh hiệu? | Hình ảnh                                         |
| ----------------------- | -------------------------------------------------- | -------------------- | --------------------------------------------- | ------------------- | ------------------------------ | -------------------- | ------------------------------------------------ |
| Nhà thờ Thị xã Asunción | Di tích Kiến trúc tôn giáo Kiểu: Kiến trúc Baroque | Ferreruela de Huerva | 41°03′49″B 1°14′00″T / 41,063491°B 1,233333°T | RI-51-0004727       | 7/INM/TER/025/101/001          | 03/11/1982           | Iglesia Parroquial de la Asunción · Upload image |

#### Fórnoles
| Tên              | Dạng                       | Địa điểm | Tọa độ                                        | Số hồ sơ tham khảo? | Số hồ sơ tại chính phủ tự trị? | Ngày nhận danh hiệu? | Hình ảnh                                |
| ---------------- | -------------------------- | -------- | --------------------------------------------- | ------------------- | ------------------------------ | -------------------- | --------------------------------------- |
| Lâu đài Fórnoles | Khu khảo cổ Lâu đài        | Fórnoles |                                               |                     | 1/INM/TER/027/105/001          | 17/04/2006           | Upload image                            |
| Mộ Monserrate    | Di tích Kiến trúc tôn giáo | Fórnoles | 40°54′05″B 0°01′40″T / 40,901436°B 0,027705°T | RI-51-0004889       | 7/INM/TER/019/105/001          | 25/05/1983           | Santuario de Montserrate · Upload image |

#### Fortanete
| Tên                         | Dạng                                          | Địa điểm  | Tọa độ                                        | Số hồ sơ tham khảo? | Số hồ sơ tại chính phủ tự trị? | Ngày nhận danh hiệu? | Hình ảnh     |
| --------------------------- | --------------------------------------------- | --------- | --------------------------------------------- | ------------------- | ------------------------------ | -------------------- | ------------ |
| Tòa thị chính Fortanete     | Di tích Kiến trúc dân sự Thời gian: Thế kỷ 16 | Fortanete | 40°30′19″B 0°31′22″T / 40,505359°B 0,522713°T | RI-51-0010728       | 7/INM/TER/030/106/001          | 18/09/2001           | Upload image |
| Lâu đài Fontaner            | Khu khảo cổ Castillo                          | Fortanete |                                               |                     | 1/INM/TER/030/106/015          | 17/04/2006           | Upload image |
| Lâu đài Cid (Fortanete)     | Khu khảo cổ Castillo                          | Fortanete |                                               |                     | 1/INM/TER/030/106/016          | 17/04/2006           | Upload image |
| Nhà thờ Thị xã Purificación | Di tích Kiến trúc tôn giáo                    | Fortanete | 40°30′18″B 0°31′22″T / 40,50499°B 0,522815°T  | RI-51-0010738       | 7/INM/TER/030/106/002          | 18/09/2001           | Upload image |

#### Frías de Albarracín
| Tên                 | Dạng          | Địa điểm            | Tọa độ | Số hồ sơ tham khảo? | Số hồ sơ tại chính phủ tự trị? | Ngày nhận danh hiệu? | Hình ảnh     |
| ------------------- | ------------- | ------------------- | ------ | ------------------- | ------------------------------ | -------------------- | ------------ |
| Hang Peña Moratilla | Arte Rupestre | Frías de Albarracín |        | RI-51-0009486       |                                | 15/11/1996           | Upload image |

#### Fuentespalda
| Tên           | Dạng          | Địa điểm     | Tọa độ | Số hồ sơ tham khảo? | Số hồ sơ tại chính phủ tự trị? | Ngày nhận danh hiệu? | Hình ảnh     |
| ------------- | ------------- | ------------ | ------ | ------------------- | ------------------------------ | -------------------- | ------------ |
| Els Figuerals | Arte Rupestre | Fuentespalda |        | RI-51-0009487       |                                | 15/11/1996           | Upload image |
| Tháp Moros    | Lâu đài       | Fuentespalda |        |                     | 1/INM/TER/027/114/005          | 17/04/2006           | Upload image |

### G

#### Galve, Teruel
| Tên                                             | Dạng                           | Địa điểm | Tọa độ | Số hồ sơ tham khảo? | Số hồ sơ tại chính phủ tự trị? | Ngày nhận danh hiệu? | Hình ảnh     |
| ----------------------------------------------- | ------------------------------ | -------- | ------ | ------------------- | ------------------------------ | -------------------- | ------------ |
| Khu vực icnitas dinosaurio Ríos Bajos           | Địa điểm lịch sử Late Jurassic | Galve    |        | RI-54-0000163       |                                | 28/01/03             | Upload image |
| Khu vực icnitas dinosaurio Las Cerradicas       | Địa điểm lịch sử               | Galve    |        | RI-54-0000164       |                                | 28/01/03             | Upload image |
| Khu vực icnitas dinosaurio Los Corrales Pelejón | Địa điểm lịch sử               | Galve    |        | RI-54-0000165       |                                | 28/01/03             | Upload image |
| Khu vực icnitas dinosaurio Cantalar             | Địa điểm lịch sử               | Galve    |        | RI-54-0000166       |                                | 28/01/03             | Upload image |
| Khu vực icnitas dinosaurio Barranco Luca 1 và 2 | Địa điểm lịch sử               | Galve    |        | RI-54-0000167       |                                | 28/01/03             | Upload image |

### H

#### Híjar
| Tên                                  | Dạng                                                          | Địa điểm | Tọa độ                                      | Số hồ sơ tham khảo? | Số hồ sơ tại chính phủ tự trị? | Ngày nhận danh hiệu? | Hình ảnh                                       |
| ------------------------------------ | ------------------------------------------------------------- | -------- | ------------------------------------------- | ------------------- | ------------------------------ | -------------------- | ---------------------------------------------- |
| Nhà thờ Santa María Mayor (Híjar)    | Di tích Kiến trúc tôn giáo Thời gian: Thế kỷ 14 đến Thế kỷ 18 | Híjar    | 41°10′33″B 0°27′04″T / 41,175696°B 0,4512°T | RI-51-0010592       | 1/INM/TER/023/122/002          | 02/10/2001           | Iglesia de Santa María la Mayor · Upload image |
| Khu dân cư Ibérico castillejo Romana | Khu khảo cổ                                                   | Híjar    |                                             | RI-55-0000670       |                                | 23/10/2001           | Upload image                                   |

#### Hinojosa de Jarque
| Tên                                      | Dạng                                           | Địa điểm           | Tọa độ | Số hồ sơ tham khảo? | Số hồ sơ tại chính phủ tự trị? | Ngày nhận danh hiệu? | Hình ảnh                                     |
| ---------------------------------------- | ---------------------------------------------- | ------------------ | ------ | ------------------- | ------------------------------ | -------------------- | -------------------------------------------- |
| Nhà hoang Virgen Pilar (Hinojosa Jarque) | Di tích Kiến trúc tôn giáo Thời gian:Thế kỷ 18 | Hinojosa de Jarque |        | RI-51-0010846       | 7/INM/TER/026/123/001          | 04/12/2001           | Ermita de la Virgen del Pilar · Upload image |
| Tháp San Miguel (Hinojosa Jarque)        | Lâu đài                                        | Hinojosa de Jarque |        |                     | 1/INM/TER/026/123/010          | 17/04/2006           | Upload image                                 |

#### Huesa del Común
| Tên                            | Dạng    | Địa điểm        | Tọa độ | Số hồ sơ tham khảo?   | Số hồ sơ tại chính phủ tự trị? | Ngày nhận danh hiệu? | Hình ảnh     |
| ------------------------------ | ------- | --------------- | ------ | --------------------- | ------------------------------ | -------------------- | ------------ |
| Lâu đài Peñaflor (Huesa Común) | Lâu đài | Huesa del Común |        | 1/INM/TER/026/125/004 | 1/INM/TER/026/125/004          | 17/04/2006           | Upload image |

### J

#### Jabaloyas
| Tên                       | Dạng    | Địa điểm  | Tọa độ | Số hồ sơ tham khảo? | Số hồ sơ tại chính phủ tự trị? | Ngày nhận danh hiệu? | Hình ảnh     |
| ------------------------- | ------- | --------- | ------ | ------------------- | ------------------------------ | -------------------- | ------------ |
| Nhà thờ pháo đài Asunción | Lâu đài | Jabaloyas |        |                     | 7/INM/TER/031/127/001          | 17/04/2006           | Upload image |

#### Jarque de la Val
| Tên                      | Dạng | Địa điểm         | Tọa độ | Số hồ sơ tham khảo? | Số hồ sơ tại chính phủ tự trị? | Ngày nhận danh hiệu? | Hình ảnh     |
| ------------------------ | ---- | ---------------- | ------ | ------------------- | ------------------------------ | -------------------- | ------------ |
| Tòa thị chính Jarque Val |      | Jarque de la Val |        | RI-51-0010847       | 7/INM/TER/026/128/001          | 04/12/2001           | Upload image |

#### Jorcas
| Tên            | Dạng                | Địa điểm | Tọa độ | Số hồ sơ tham khảo? | Số hồ sơ tại chính phủ tự trị? | Ngày nhận danh hiệu? | Hình ảnh     |
| -------------- | ------------------- | -------- | ------ | ------------------- | ------------------------------ | -------------------- | ------------ |
| Lâu đài Jorcas | Khu khảo cổ Lâu đài | Jorcas   |        |                     | 1/INM/TER/029/130/003          | 17/04/2006           | Upload image |

### L

#### La Fresneda
| Tên                                | Dạng                                            | Địa điểm    | Tọa độ                                       | Số hồ sơ tham khảo? | Số hồ sơ tại chính phủ tự trị? | Ngày nhận danh hiệu? | Hình ảnh                                        |
| ---------------------------------- | ----------------------------------------------- | ----------- | -------------------------------------------- | ------------------- | ------------------------------ | -------------------- | ----------------------------------------------- |
| Tòa thị chính Fresneda             |                                                 | La Fresneda |                                              | RI-51-0010898       | 7/INM/TER/027/108/001          | 05/02/2002           | Upload image                                    |
| Santuario Virgen Gracia (Fresneda) | Di tích Kiến trúc tôn giáo Thời gian: Thế kỷ 18 | La Fresneda | 40°55′59″B 0°03′24″Đ / 40,933188°B 0,05657°Đ | RI-51-0010848       | 7/INM/TER/027/108/002          | 04/12/2001           | Santuario de la Virgen de Gracia · Upload image |
| Lâu đài Santa Bárbara (Fresneda)   | Lâu đài                                         | La Fresneda |                                              |                     | 1/INM/TER/027/108/007          | 17/04/2006           | Upload image                                    |
| Fresneda                           | Khu phức hợp lịch sử                            | La Fresneda |                                              | RI-53-0000296       |                                | 21/09/1983           | Upload image                                    |

#### La Ginebrosa
| Tên                       | Dạng                 | Địa điểm     | Tọa độ | Số hồ sơ tham khảo? | Số hồ sơ tại chính phủ tự trị? | Ngày nhận danh hiệu? | Hình ảnh     |
| ------------------------- | -------------------- | ------------ | ------ | ------------------- | ------------------------------ | -------------------- | ------------ |
| Lâu đài Buñol (Ginebrosa) | Khu khảo cổ Castillo | La Ginebrosa |        |                     | 1/INM/TER/028/118/005          | 17/04/2006           | Upload image |

#### La Hoz de la Vieja
| Tên            | Dạng    | Địa điểm           | Tọa độ | Số hồ sơ tham khảo? | Số hồ sơ tại chính phủ tự trị? | Ngày nhận danh hiệu? | Hình ảnh     |
| -------------- | ------- | ------------------ | ------ | ------------------- | ------------------------------ | -------------------- | ------------ |
| Tháp Hoz Vieja | Lâu đài | La Hoz de la Vieja |        |                     | 1/INM/TER/026/124/002          | 17/04/2006           | Upload image |

#### La Iglesuela del Cid
| Tên           | Dạng                 | Địa điểm             | Tọa độ | Số hồ sơ tham khảo? | Số hồ sơ tại chính phủ tự trị? | Ngày nhận danh hiệu? | Hình ảnh     |
| ------------- | -------------------- | -------------------- | ------ | ------------------- | ------------------------------ | -------------------- | ------------ |
| Mộ Virgen Cid |                      | La Iglesuela del Cid |        | RI-51-0010729       | 7/INM/TER/030/126/001          | 18/09/2001           | Upload image |
| Tháp Nublos   | Lâu đài              | La Iglesuela del Cid |        |                     | 1/INM/TER/030/126/031          | 17/04/2006           | Upload image |
| Iglesuela Cid | Khu phức hợp lịch sử | La Iglesuela del Cid |        | RI-53-0000521       |                                | 22/01/2002           | Upload image |
| Iglesuela Cid | Khu phức hợp lịch sử | La Iglesuela del Cid |        | RI-53-0000283       |                                | 22/12/1982           | Upload image |

#### La Portellada
| Tên                      | Dạng                     | Địa điểm      | Tọa độ | Số hồ sơ tham khảo? | Số hồ sơ tại chính phủ tự trị? | Ngày nhận danh hiệu? | Hình ảnh                                          |
| ------------------------ | ------------------------ | ------------- | ------ | ------------------- | ------------------------------ | -------------------- | ------------------------------------------------- |
| Tòa thị chính Portellada | Di tích Kiến trúc dân sự | La Portellada |        | RI-51-0004726       | 7/INM/TER/027/187/001          | 03/11/1982           | Casa consistorial de La Portellada · Upload image |

#### La Puebla de Valverde
| Tên                     | Dạng        | Địa điểm              | Tọa độ | Số hồ sơ tham khảo? | Số hồ sơ tại chính phủ tự trị? | Ngày nhận danh hiệu? | Hình ảnh     |
| ----------------------- | ----------- | --------------------- | ------ | ------------------- | ------------------------------ | -------------------- | ------------ |
| Tường Puebla Valverde   | Caastillo   | La Puebla de Valverde |        |                     | 1/INM/TER/032/192/011          | 17/04/2006           | Upload image |
| Khu vực Puebla Valverde | Khu khảo cổ | La Puebla de Valverde |        | RI-55-0000836       |                                | 05/10/2004           | Upload image |

#### Lagueruela
| Tên                | Dạng    | Địa điểm   | Tọa độ | Số hồ sơ tham khảo? | Số hồ sơ tại chính phủ tự trị? | Ngày nhận danh hiệu? | Hình ảnh     |
| ------------------ | ------- | ---------- | ------ | ------------------- | ------------------------------ | -------------------- | ------------ |
| Lâu đài Lagueruela | Lâu đài | Lagueruela |        |                     | 1/INM/TER/025/132/004          | 17/04/2006           | Upload image |

#### Linares de Mora
| Tên                               | Dạng    | Địa điểm        | Tọa độ | Số hồ sơ tham khảo? | Số hồ sơ tại chính phủ tự trị? | Ngày nhận danh hiệu? | Hình ảnh     |
| --------------------------------- | ------- | --------------- | ------ | ------------------- | ------------------------------ | -------------------- | ------------ |
| Nhà thờ Inmaculada (Linares Mora) |         | Linares de Mora |        | RI-51-0010858       | 7/INM/TER/032/137/001          | 02/10/2001           | Upload image |
| Lâu đài và Tường Linares Mora     | Lâu đài | Linares de Mora |        |                     | 1/INM/TER/032/137/021          | 17/04/2006           | Upload image |

#### Lledó
| Tên                              | Dạng                                                                   | Địa điểm | Tọa độ                                        | Số hồ sơ tham khảo? | Số hồ sơ tại chính phủ tự trị? | Ngày nhận danh hiệu? | Hình ảnh                                   |
| -------------------------------- | ---------------------------------------------------------------------- | -------- | --------------------------------------------- | ------------------- | ------------------------------ | -------------------- | ------------------------------------------ |
| Nhà thờ Santiago Apóstol (Lledó) | Di tích Kiến trúc tôn giáo Kiểu: Kiến trúc Gothic Thời gian: Thế kỷ 14 | Lledó    | 40°57′18″B 0°16′38″Đ / 40,954969°B 0,277261°Đ | RI-51-0010849       | 1/INM/TER/027/141/001          | 04/12/2001           | Iglesia de Santiago Apóstol · Upload image |

#### Loscos
| Tên                     | Dạng                 | Địa điểm                  | Tọa độ | Số hồ sơ tham khảo? | Số hồ sơ tại chính phủ tự trị? | Ngày nhận danh hiệu? | Hình ảnh     |
| ----------------------- | -------------------- | ------------------------- | ------ | ------------------- | ------------------------------ | -------------------- | ------------ |
| Lâu đài Mezquita Loscos | Khu khảo cổ Castillo | Loscos Mezquita de Loscos |        |                     | 1/INM/TER/025/138/007          | 17/04/2006           | Upload image |

### M

#### Manzanera
| Tên                        | Dạng    | Địa điểm  | Tọa độ | Số hồ sơ tham khảo? | Số hồ sơ tại chính phủ tự trị? | Ngày nhận danh hiệu? | Hình ảnh     |
| -------------------------- | ------- | --------- | ------ | ------------------- | ------------------------------ | -------------------- | ------------ |
| Portal Abajo               |         | Manzanera |        | RI-51-0004394       | 7/INM/TER/032/143/001          | 16/11/1979           | Upload image |
| Lâu đài và Tường Manzanera | Lâu đài | Manzanera |        |                     | 1/INM/TER/032/143/014          | 16/11/1979           | Upload image |

#### Mas de las Matas
| Tên                                   | Dạng                                                                    | Địa điểm         | Tọa độ                                        | Số hồ sơ tham khảo? | Số hồ sơ tại chính phủ tự trị? | Ngày nhận danh hiệu? | Hình ảnh                                    |
| ------------------------------------- | ----------------------------------------------------------------------- | ---------------- | --------------------------------------------- | ------------------- | ------------------------------ | -------------------- | ------------------------------------------- |
| Nhà thờ San Juan Bautista (Mas Matas) | Di tích Kiến trúc tôn giáo Kiểu: Kiến trúc Baroque Thời gian: Thế kỷ 18 | Mas de las Matas | 40°50′02″B 0°14′31″T / 40,833902°B 0,241894°T | RI-51-0010894       | 7/INM/TER/019/145/001          | 05/02/2002           | Iglesia de San Juan Bautista · Upload image |

#### Mazaleón
| Tên                                  | Dạng                                          | Địa điểm | Tọa độ                                        | Số hồ sơ tham khảo? | Số hồ sơ tại chính phủ tự trị? | Ngày nhận danh hiệu? | Hình ảnh                         |
| ------------------------------------ | --------------------------------------------- | -------- | --------------------------------------------- | ------------------- | ------------------------------ | -------------------- | -------------------------------- |
| Caídas Salbimec                      | Arte Rupestre                                 | Mazaleón |                                               | RI-51-0009493       |                                | 15/11/1996           | Upload image                     |
| Tòa thị chính Mazaleón               | Di tích Kiến trúc dân sự Thời gian: Thế kỷ 18 | Mazaleón | 41°02′59″B 0°06′13″Đ / 41,049623°B 0,103641°Đ | RI-51-0010850       | 7/INM/TER/027/147/001          | 04/12/2001           | Casa Consistorial · Upload image |
| Lâu đài Mazaleón                     | Khu khảo cổ Castillo                          | Mazaleón |                                               |                     | 1/INM/TER/027/147/005          | 17/04/2006           | Upload image                     |
| Despoblados Ibéricos Mazaleón        | Khu khảo cổ                                   | Mazaleón |                                               | RI-55-0000049       |                                | 03/06/1931           | Upload image                     |
| Els Secans                           | Arte Rupestre                                 | Mazaleón |                                               | RI-51-0009494       |                                | 15/11/1996           | Upload image                     |
| Piuró Barranc Fondó                  | Khu khảo cổ                                   | Mazaleón |                                               | RI-55-0000829       |                                | 06/07/2004           | Upload image                     |
| Punta Alcañizano                     | Arte Rupestre                                 | Mazaleón |                                               | RI-51-0009495       |                                | 15/11/1996           | Upload image                     |
| Khu vực Khảo cổ Les Escodines Altes  | Khu khảo cổ                                   | Mazaleón |                                               | RI-55-0000831       |                                | 06/07/2004           | Upload image                     |
| Khu vực Khảo cổ Les Escodines Baixes | Khu khảo cổ                                   | Mazaleón |                                               | RI-55-0000830       |                                | 06/07/2004           | Upload image                     |

#### Mirambel
| Tên                             | Dạng                 | Địa điểm | Tọa độ | Số hồ sơ tham khảo? | Số hồ sơ tại chính phủ tự trị? | Ngày nhận danh hiệu? | Hình ảnh     |
| ------------------------------- | -------------------- | -------- | ------ | ------------------- | ------------------------------ | -------------------- | ------------ |
| Tường Mirambel                  | Lâu đài              | Mirambel |        |                     | 1/INM/TER/030/149/011          | 18/07/1980           | Upload image |
| Castillo-Palacio Orden San Juan | Lâu đài              | Mirambel |        |                     | 1/INM/TER/030/149/025          | 18/07/1980           | Upload image |
| Tháp Mas Puente Vallés          | Lâu đài              | Mirambel |        |                     | 1/INM/TER/030/149/027          | 17/04/2006           | Upload image |
| Tháp Mas Torre                  | Lâu đài              | Mirambel |        |                     | 1/INM/TER/030/149/028          | 17/04/2006           | Upload image |
| Masía Tháp Santa Ana            | Lâu đài              | Mirambel |        |                     | 1/INM/TER/030/149/029          | 17/04/2006           | Upload image |
| Mirambel                        | Khu phức hợp lịch sử | Mirambel |        | RI-53-0000230       |                                | 18/07/1980           | Upload image |

#### Miravete de la Sierra
| Tên                                             | Dạng                 | Địa điểm              | Tọa độ | Số hồ sơ tham khảo? | Số hồ sơ tại chính phủ tự trị? | Ngày nhận danh hiệu? | Hình ảnh     |
| ----------------------------------------------- | -------------------- | --------------------- | ------ | ------------------- | ------------------------------ | -------------------- | ------------ |
| Nhà thờ Nuestra Señora Nieves (Miravete Sierra) |                      | Miravete de la Sierra |        | RI-51-0010730       | 7/INM/TER/030/150/001          | 18/09/2001           | Upload image |
| Khu vực icnitas dinosaurio Maravete 1 và 2      | Địa điểm lịch sử     | Miravete de la Sierra |        | RI-54-0000168       | 28/01/03                       | Upload image         |              |
| Miravete Sierra                                 | Khu phức hợp lịch sử | Miravete de la Sierra |        | RI-53-0000637       |                                | 08/05/2007           | Upload image |

#### Molinos, Teruel
| Tên                                     | Dạng | Địa điểm        | Tọa độ | Số hồ sơ tham khảo? | Số hồ sơ tại chính phủ tự trị? | Ngày nhận danh hiệu? | Hình ảnh     |
| --------------------------------------- | ---- | --------------- | ------ | ------------------- | ------------------------------ | -------------------- | ------------ |
| Nhà thờ Nuestra Señora Nieves (Molinos) |      | Molinos, Teruel |        | RI-51-0003903       | 7/INM/TER/019/151/001          | 17/05/1973           | Upload image |

#### Monforte de Moyuela
| Tên                      | Dạng                 | Địa điểm            | Tọa độ | Số hồ sơ tham khảo? | Số hồ sơ tại chính phủ tự trị? | Ngày nhận danh hiệu? | Hình ảnh     |
| ------------------------ | -------------------- | ------------------- | ------ | ------------------- | ------------------------------ | -------------------- | ------------ |
| Lâu đài Monforte Moyuela | Khu khảo cổ Castillo | Monforte de Moyuela |        |                     | 1/INM/TER/025/152/005          | 17/04/2006           | Upload image |

#### Monreal del Campo
| Tên                   | Dạng                 | Địa điểm          | Tọa độ | Số hồ sơ tham khảo? | Số hồ sơ tại chính phủ tự trị? | Ngày nhận danh hiệu? | Hình ảnh     |
| --------------------- | -------------------- | ----------------- | ------ | ------------------- | ------------------------------ | -------------------- | ------------ |
| Lâu đài Monreal Campo | Khu khảo cổ Castillo | Monreal del Campo |        |                     | 1/INM/TER/025/153/002          | 17/04/2006           | Upload image |

#### Monroyo
| Tên                     | Dạng                | Địa điểm | Tọa độ | Số hồ sơ tham khảo? | Số hồ sơ tại chính phủ tự trị? | Ngày nhận danh hiệu? | Hình ảnh     |
| ----------------------- | ------------------- | -------- | ------ | ------------------- | ------------------------------ | -------------------- | ------------ |
| Lâu đài Muela (Monroyo) | Khu khảo cổ Lâu đài | Monroyo  |        |                     | 1/INM/TER/027/154/107          | 17/04/2006           | Upload image |

#### Montalbán
| Tên                            | Dạng          | Địa điểm  | Tọa độ | Số hồ sơ tham khảo? | Số hồ sơ tại chính phủ tự trị? | Ngày nhận danh hiệu? | Hình ảnh     |
| ------------------------------ | ------------- | --------- | ------ | ------------------- | ------------------------------ | -------------------- | ------------ |
| Torreón denominado Cárcel      |               | Montalbán |        | RI-51-0004703       | 7/INM/TER/026/155/002          | 24/09/1982           | Upload image |
| Nhà thờ Apóstol Santiago Mayor |               | Montalbán |        | RI-51-0000934       | 7/INM/TER/026/155/001          | 03/06/1931           | Upload image |
| Tường Montalbán                | Lâu đài       | Montalbán |        |                     | 7/INM/TER/026/155/002          | 17/04/2006           | Upload image |
| Los Pozos Boyetes              | Arte Rupestre | Montalbán |        | RI-51-0009496       |                                | 15/11/1996           | Upload image |
| Lâu đài Encomienda             | Khu khảo cổ   | Montalbán |        |                     | 1/INM/TER/026/155/005          | 17/04/2006           | Upload image |

#### Monteagudo del Castillo
| Tên                         | Dạng    | Địa điểm                | Tọa độ | Số hồ sơ tham khảo? | Số hồ sơ tại chính phủ tự trị? | Ngày nhận danh hiệu? | Hình ảnh     |
| --------------------------- | ------- | ----------------------- | ------ | ------------------- | ------------------------------ | -------------------- | ------------ |
| Lâu đài Monteagudo (Teruel) | Lâu đài | Monteagudo del Castillo |        |                     | 7/INM/TER/029/156/001          | 03/06/1931           | Upload image |

#### Mora de Rubielos
| Tên                                                    | Dạng        | Địa điểm         | Tọa độ | Số hồ sơ tham khảo? | Số hồ sơ tại chính phủ tự trị? | Ngày nhận danh hiệu? | Hình ảnh     |
| ------------------------------------------------------ | ----------- | ---------------- | ------ | ------------------- | ------------------------------ | -------------------- | ------------ |
| Lâu đài Mora Rubielos                                  | Lâu đài     | Mora de Rubielos |        | RI-51-0000932       | 7/INM/TER/032/158/001          | 03/06/1931           | Upload image |
| Nhà thờ Natividad Nuestra Señora (Mora Rubielos)       |             | Mora de Rubielos |        | RI-51-0001145       | 7/INM/TER/032/158/002          | 02/03/1944           | Upload image |
| Khu vực Khảo cổ Khu dân cư Hoya Quemada (Bronce Medio) | Khu khảo cổ | Mora de Rubielos |        | RI-55-0000664       |                                | 18/09/2001           | Upload image |

#### Mosqueruela
| Tên                 | Dạng                 | Địa điểm    | Tọa độ | Số hồ sơ tham khảo? | Số hồ sơ tại chính phủ tự trị? | Ngày nhận danh hiệu? | Hình ảnh     |
| ------------------- | -------------------- | ----------- | ------ | ------------------- | ------------------------------ | -------------------- | ------------ |
| Barranco Gilbert I  | Arte Rupestre        | Mosqueruela |        | RI-51-0009497       |                                | 15/11/1996           | Upload image |
| Barranco Gilbert II | Arte Rupestre        | Mosqueruela |        | RI-51-0009498       |                                | 15/11/1996           | Upload image |
| Tường Mosqueruela   | Lâu đài              | Mosqueruela |        |                     | 1/INM/TER/032/160/029          | 17/04/2006           | Upload image |
| Lâu đài Majo        | Khu khảo cổ Castillo | Mosqueruela |        |                     | 1/INM/TER/032/160/038          | 17/04/2006           | Upload image |
| Mosqueruela         | Khu phức hợp lịch sử | Mosqueruela |        | RI-53-0000260       |                                | 24/07/1982           | Upload image |

#### Muniesa
| Tên                                       | Dạng | Địa điểm | Tọa độ | Số hồ sơ tham khảo? | Số hồ sơ tại chính phủ tự trị? | Ngày nhận danh hiệu? | Hình ảnh     |
| ----------------------------------------- | ---- | -------- | ------ | ------------------- | ------------------------------ | -------------------- | ------------ |
| Nhà thờ Asunción Nuestra Señora (Muniesa) |      | Muniesa  |        | RI-51-0000933       | 7/INM/TER/026/161/001          | 03/06/1931           | Upload image |

### O

#### Obón
| Tên            | Dạng          | Địa điểm | Tọa độ | Số hồ sơ tham khảo? | Số hồ sơ tại chính phủ tự trị? | Ngày nhận danh hiệu? | Hình ảnh     |
| -------------- | ------------- | -------- | ------ | ------------------- | ------------------------------ | -------------------- | ------------ |
| Cerrao         | Arte Rupestre | Obón     |        | RI-51-0009499       |                                | 15/11/1996           | Upload image |
| Hocino Chornas | Arte Rupestre | Obón     |        | RI-51-0009500       |                                | 15/11/1996           | Upload image |
| Coquinera      | Arte Rupestre | Obón     |        | RI-51-0009501       |                                | 15/11/1996           | Upload image |

#### Ojos Negros
| Tên                 | Dạng | Địa điểm    | Tọa độ | Số hồ sơ tham khảo? | Số hồ sơ tại chính phủ tự trị? | Ngày nhận danh hiệu? | Hình ảnh     |
| ------------------- | ---- | ----------- | ------ | ------------------- | ------------------------------ | -------------------- | ------------ |
| Lâu đài Ojos Negros |      | Ojos Negros |        |                     | 1/INM/TER/025/169/002          | 17/04/2006           | Upload image |

#### Oliete
| Tên                                                    | Dạng          | Địa điểm | Tọa độ | Số hồ sơ tham khảo? | Số hồ sơ tại chính phủ tự trị? | Ngày nhận danh hiệu? | Hình ảnh     |
| ------------------------------------------------------ | ------------- | -------- | ------ | ------------------- | ------------------------------ | -------------------- | ------------ |
| Frontón Tía Chula                                      | Arte Rupestre | Oliete   |        | RI-51-0009502       |                                | 15/11/1996           | Upload image |
| Khu vực Palomar                                        | Khu khảo cổ   | Oliete   |        | RI-55-0000097       |                                | 04/09/1981           | Upload image |
| Khu dân cư Ibérico Cabezo San Pedro hay Torrejón Moros | Khu khảo cổ   | Oliete   |        | RI-55-0000658       |                                | 05/06/2001           | Upload image |
| Monumento ở Era Moros                                  | Khu khảo cổ   | Oliete   |        | RI-55-0000666       |                                | 23/10/2001           | Upload image |

#### Orihuela del Tremedal
| Tên               | Dạng                 | Địa điểm              | Tọa độ | Số hồ sơ tham khảo? | Số hồ sơ tại chính phủ tự trị? | Ngày nhận danh hiệu? | Hình ảnh     |
| ----------------- | -------------------- | --------------------- | ------ | ------------------- | ------------------------------ | -------------------- | ------------ |
| Orihuela Tremedal | Khu phức hợp lịch sử | Orihuela del Tremedal |        | RI-53-0000133       |                                | 08/06/1972           | Upload image |

### P

#### Pancrudo
| Tên                                        | Dạng    | Địa điểm                    | Tọa độ | Số hồ sơ tham khảo? | Số hồ sơ tại chính phủ tự trị? | Ngày nhận danh hiệu? | Hình ảnh     |
| ------------------------------------------ | ------- | --------------------------- | ------ | ------------------- | ------------------------------ | -------------------- | ------------ |
| Torre-Ermita Virgen Pilar (Cervera Rincón) | Lâu đài | Pancrudo Cervera del Rincón |        |                     | 1/INM/TER/029/177/011          | 17/04/2006           | Upload image |

#### Peñarroya de Tastavins
| Tên                                             | Dạng                                                                     | Địa điểm               | Tọa độ                                        | Số hồ sơ tham khảo? | Số hồ sơ tại chính phủ tự trị? | Ngày nhận danh hiệu? | Hình ảnh                                                  |
| ----------------------------------------------- | ------------------------------------------------------------------------ | ---------------------- | --------------------------------------------- | ------------------- | ------------------------------ | -------------------- | --------------------------------------------------------- |
| Lâu đài Peñarroya Tastavins                     | Khu khảo cổ Lâu đài                                                      | Peñarroya de Tastavins |                                               |                     | 1/INM/TER/027/179/002          | 17/04/2006           | Castillo de Peñarroya de Tastavins · Upload image         |
| Nhà hoang Santuario Virgen Fuente               | Di tích Kiến trúc tôn giáo                                               | Peñarroya de Tastavins | 40°46′13″B 0°01′58″Đ / 40,770385°B 0,032737°Đ | RI-51-0000930       | 7/INM/TER/027/179/001          | 03/06/1931           | Ermita Santuario de la Virgen de la Fuente · Upload image |
| Nhà thờ Santa María Mayor (Peñarroya Tastavins) | Di tích Kiến trúc tôn giáo Kiểu: Baroque Classicism Thời gian: Thế kỷ 18 | Peñarroya de Tastavins | 40°45′19″B 0°02′23″Đ / 40,755183°B 0,039611°Đ | RI-51-0010851       | 7/INM/TER/027/179/002          | 04/12/2001           | Iglesia y Torre de Santa María la Mayor · Upload image    |

#### Peracense
| Tên               | Dạng    | Địa điểm  | Tọa độ | Số hồ sơ tham khảo? | Số hồ sơ tại chính phủ tự trị? | Ngày nhận danh hiệu? | Hình ảnh     |
| ----------------- | ------- | --------- | ------ | ------------------- | ------------------------------ | -------------------- | ------------ |
| Lâu đài Peracense | Lâu đài | Peracense |        |                     | 1/INM/TER/025/180/002          | 17/04/2006           | Upload image |

#### Pozondón
| Tên                  | Dạng          | Địa điểm | Tọa độ | Số hồ sơ tham khảo? | Số hồ sơ tại chính phủ tự trị? | Ngày nhận danh hiệu? | Hình ảnh     |
| -------------------- | ------------- | -------- | ------ | ------------------- | ------------------------------ | -------------------- | ------------ |
| Puntal Tío Garrillas | Arte Rupestre | Pozondón |        | RI-51-0009503       |                                | 15/11/1996           | Upload image |
| Lâu đài Ares         | Lâu đài       | Pozondón |        |                     | 1/INM/TER/031/189/008          | 17/04/2006           | Upload image |

#### Puertomingalvo
| Tên                                   | Dạng    | Địa điểm       | Tọa độ | Số hồ sơ tham khảo? | Số hồ sơ tại chính phủ tự trị? | Ngày nhận danh hiệu? | Hình ảnh     |
| ------------------------------------- | ------- | -------------- | ------ | ------------------- | ------------------------------ | -------------------- | ------------ |
| Lâu đài và tường thành Puertomingalvo | Lâu đài | Puertomingalvo |        |                     | 1/INM/TER/032/193/006          | 17/04/2006           | Upload image |
| Nhà Fuerte Puertomingalvo             | Lâu đài | Puertomingalvo |        |                     | 1/INM/TER/032/193/016          | 17/04/2006           | Upload image |

### R

#### Ráfales
| Tên                                       | Dạng                 | Địa điểm | Tọa độ | Số hồ sơ tham khảo? | Số hồ sơ tại chính phủ tự trị? | Ngày nhận danh hiệu? | Hình ảnh     |
| ----------------------------------------- | -------------------- | -------- | ------ | ------------------- | ------------------------------ | -------------------- | ------------ |
| Nhà thờ Nuestra Señora Asunción (Ráfales) |                      | Ráfales  |        | RI-51-0010853       | 7/INM/TER/027/194/001          | 04/12/2001           | Upload image |
| Ráfales                                   | Khu phức hợp lịch sử | Ráfales  |        | RI-53-0000297       |                                | 28/09/1983           | Upload image |

#### Ródenas
| Tên                              | Dạng                 | Địa điểm | Tọa độ | Số hồ sơ tham khảo? | Số hồ sơ tại chính phủ tự trị? | Ngày nhận danh hiệu? | Hình ảnh     |
| -------------------------------- | -------------------- | -------- | ------ | ------------------- | ------------------------------ | -------------------- | ------------ |
| Nhà thờ Santa Catalina (Ródenas) |                      | Ródenas  |        | RI-51-0010891       | 7/INM/TER/031/197/001          | 19/02/2002           | Upload image |
| cisterna                         |                      | Ródenas  |        |                     | 1/INM/TER/031/197/003          | 26/01/2010           | Upload image |
| Lâu đài Ródenas                  | Khu khảo cổ Castillo | Ródenas  |        |                     | 1/INM/TER/031/197/004          | 17/04/2006           | Upload image |

#### Rubielos de Mora
| Tên                         | Dạng                 | Địa điểm         | Tọa độ | Số hồ sơ tham khảo?   | Số hồ sơ tại chính phủ tự trị? | Ngày nhận danh hiệu? | Hình ảnh     |
| --------------------------- | -------------------- | ---------------- | ------ | --------------------- | ------------------------------ | -------------------- | ------------ |
| Tòa thị chính Rubielos Mora |                      | Rubielos de Mora |        | RI-51-0010736         |                                | 18/09/2001           | Upload image |
| Tường Rubielos Mora         | Lâu đài              | Rubielos de Mora |        | 1/INM/TER/032/201/043 | 1/INM/TER/032/201/043          | 17/04/2006           | Upload image |
| Rubielos Mora               | Khu phức hợp lịch sử | Rubielos de Mora |        | RI-53-0000635         |                                | 28/05/2007           | Upload image |

### S

#### Samper de Calanda
| Tên                      | Dạng    | Địa điểm          | Tọa độ | Số hồ sơ tham khảo? | Số hồ sơ tại chính phủ tự trị? | Ngày nhận danh hiệu? | Hình ảnh     |
| ------------------------ | ------- | ----------------- | ------ | ------------------- | ------------------------------ | -------------------- | ------------ |
| Torre-Đồn Samper Calanda | Lâu đài | Samper de Calanda |        |                     | 1/INM/TER/023/205/006          | 17/04/2006           | Upload image |

#### San Martín del Río
| Tên                                 | Dạng | Địa điểm           | Tọa độ | Số hồ sơ tham khảo? | Số hồ sơ tại chính phủ tự trị? | Ngày nhận danh hiệu? | Hình ảnh     |
| ----------------------------------- | ---- | ------------------ | ------ | ------------------- | ------------------------------ | -------------------- | ------------ |
| Nhà thờ San Martín (San Martín Río) |      | San Martín del Río |        |                     | 7/INM/TER/025/207/001          | 04/12/2001           | Upload image |

#### Santa Eulalia del Campo
| Tên                                      | Dạng | Địa điểm                | Tọa độ | Số hồ sơ tham khảo? | Số hồ sơ tại chính phủ tự trị? | Ngày nhận danh hiệu? | Hình ảnh     |
| ---------------------------------------- | ---- | ----------------------- | ------ | ------------------- | ------------------------------ | -------------------- | ------------ |
| Nhà thờ Inmaculada (Santa Eulalia Campo) |      | Santa Eulalia del Campo |        | RI-51-0004587       | 7/INM/TER/029/209/001          | 01/02/1982           | Upload image |

#### Sarrión
| Tên           | Dạng    | Địa điểm | Tọa độ | Số hồ sơ tham khảo? | Số hồ sơ tại chính phủ tự trị? | Ngày nhận danh hiệu? | Hình ảnh     |
| ------------- | ------- | -------- | ------ | ------------------- | ------------------------------ | -------------------- | ------------ |
| Portal Teruel | Lâu đài | Sarrión  |        |                     | 1/INM/TER/032/210/004          | 17/04/2006           | Upload image |

#### Segura de los Baños
| Tên            | Dạng                 | Địa điểm            | Tọa độ | Số hồ sơ tham khảo? | Số hồ sơ tại chính phủ tự trị? | Ngày nhận danh hiệu? | Hình ảnh     |
| -------------- | -------------------- | ------------------- | ------ | ------------------- | ------------------------------ | -------------------- | ------------ |
| Lâu đài Segura | Khu khảo cổ Castillo | Segura de los Baños |        |                     | 1/INM/TER/026/211/003          | 17/04/2006           | Upload image |

#### Singra
| Tên                           | Dạng    | Địa điểm | Tọa độ | Số hồ sơ tham khảo? | Số hồ sơ tại chính phủ tự trị? | Ngày nhận danh hiệu? | Hình ảnh     |
| ----------------------------- | ------- | -------- | ------ | ------------------- | ------------------------------ | -------------------- | ------------ |
| Nhà thờ Purificación (Singra) | Lâu đài | Singra   |        |                     | 1/INM/TER/025/213/002          | 17/04/2006           | Upload image |

### T

#### Terriente
| Tên                     | Dạng | Địa điểm  | Tọa độ | Số hồ sơ tham khảo? | Số hồ sơ tại chính phủ tự trị? | Ngày nhận danh hiệu? | Hình ảnh     |
| ----------------------- | ---- | --------- | ------ | ------------------- | ------------------------------ | -------------------- | ------------ |
| Tòa thị chính Terriente |      | Terriente |        | RI-51-0010888       | 7/INM/TER/031/215/001          | 19/02/2002           | Upload image |

#### Teruel
| Tên                                               | Dạng        | Địa điểm                         | Tọa độ                                        | Số hồ sơ tham khảo? | Số hồ sơ tại chính phủ tự trị? | Ngày nhận danh hiệu? | Hình ảnh     |
| ------------------------------------------------- | ----------- | -------------------------------- | --------------------------------------------- | ------------------- | ------------------------------ | -------------------- | ------------ |
| Cung điện Nhà Comunidad                           |             | Teruel                           |                                               | RI-51-0003929       | 7/INM/TER/029/216/008          | 14/02/1974           | Upload image |
| Nhà thờ San Francisco (Teruel)                    |             | Teruel                           |                                               | RI-51-0004363       | 7/INM/TER/029/216/006          | 01/06/1979           | Upload image |
| Nhà hoang Virgen Carmen (Teruel)                  |             | Teruel                           |                                               | RI-51-0004415       | 7/INM/TER/029/216/005          | 25/02/1980           | Upload image |
| Cung điện Marqués Tosos                           |             | Teruel                           |                                               | RI-51-0011231       | 1/INM/TER/029/216/036          | 29/03/2005           | Upload image |
| Viaducto Fernando Hué                             |             | Teruel                           | 40°20′19″B 1°06′24″T / 40,33853°B 1,106722°T  |                     | 1/INM/TER/029/216/012          | 27/07/2004           | Upload image |
| Acueducto Los Arcos (Teruel)                      |             | Teruel                           |                                               |                     | 7/INM/TER/029/216/001          | 02/10/2007           | Upload image |
| Nhà Madrileña                                     |             | Teruel Plaza Carlos Castel, 8    |                                               | RI-51-0012027       | 1/INM/TER/029/216/021          | 02/10/2007           | Upload image |
| Nhà Ferrán                                        |             | Teruel Calle Nueva, 4            |                                               | RI-51-0012025       | 1/INM/TER/029/216/016          | 02/10/2007           | Upload image |
| Nhà Torico                                        |             | Teruel Plaza Carlos Castel, 13   | 40°20′34″B 1°06′25″T / 40,342779°B 1,106945°T | RI-51-0012029       | 1/INM/TER/029/216/017          | 02/10/2007           | Upload image |
| Escalinata                                        |             | Teruel                           | 40°20′28″B 1°06′31″T / 40,341245°B 1,108568°T | RI-51-0012095       | 1/INM/TER/029/216/060          | 01/04/2008           | Upload image |
| Tháp San Martín                                   |             | Teruel                           | 40°20′39″B 1°06′34″T / 40,344205°B 1,109308°T | RI-51-0000100       | 1/INM/TER/029/216/037          | 10/03/1911           | Upload image |
| Tower of Nhà thờ San Salvador                     |             | Teruel                           |                                               | RI-51-0000101       | 1/INM/TER/029/216/038          | 10/03/1911           | Upload image |
| Nhà thờ chính tòa Teruel                          |             | Teruel                           | 40°20′38″B 1°06′27″T / 40,343772°B 1,107527°T | RI-51-0000925       | 7/INM/TER/029/216/004          | 03/06/1931           | Upload image |
| Nhà thờ Santa María Teruel#techumbre nave central |             | Teruel                           | 40°20′38″B 1°06′27″T / 40,343772°B 1,107527°T | RI-51-0000102       | 7/INM/TER/029/216/004          | 10/03/1911           | Upload image |
| Nhà thờ San Pedro (Teruel)                        |             | Teruel                           | 40°20′33″B 1°06′23″T / 40,342635°B 1,106379°T | RI-51-0000926       | 7/INM/TER/029/216/007          | 03/06/1931           | Upload image |
| Nhà thờ Salvador (Villaspesa)                     |             | Teruel Villaspesa                |                                               |                     | 7/INM/TER/029/216/013          | 11/06/2002           | Upload image |
| Lưu trữ lịch sử Provincial Teruel                 | Lưu trữ     | Teruel Ronda de Dámaso Torán, 54 | 40°20′41″B 1°06′19″T / 40,34486°B 1,105199°T  | RI-AR-0000004       | 7/INM/TER/029/216/011          | 25/06/1985           | Upload image |
| Thư viện Pública Estado Teruel                    | Thư viện    | Teruel Plaza Pérez Prado, 3      | 40°20′38″B 1°06′36″T / 40,343867°B 1,109985°T | RI-BI-0000002       | 7/INM/TER/029/216/002          | 07/07/1995           | Upload image |
| Khu vực Ibero-romano Alto Chacón                  | Khu khảo cổ | Teruel Muela de Xiquena          |                                               | RI-55-0000100       |                                | 07/09/1983           | Upload image |

#### Tormón
| Tên                         | Dạng                 | Địa điểm | Tọa độ | Số hồ sơ tham khảo? | Số hồ sơ tại chính phủ tự trị? | Ngày nhận danh hiệu? | Hình ảnh     |
| --------------------------- | -------------------- | -------- | ------ | ------------------- | ------------------------------ | -------------------- | ------------ |
| Nhà trú tạm Peridera Tormón | Arte Rupestre        | Tormón   |        | RI-51-0009504       |                                | 15/11/1996           | Upload image |
| Nhà trú tạm Cabras Blancas  | Arte Rupestre        | Tormón   |        | RI-51-0009505       |                                | 15/11/1996           | Upload image |
| Ceja Piezarrodilla          | Arte Rupestre        | Tormón   |        | RI-51-0009506       |                                | 15/11/1996           | Upload image |
| Cerrada Tío Jorge           | Arte Rupestre        | Tormón   |        | RI-51-0009507       |                                | 15/11/1996           | Upload image |
| Lâu đài Tormón              | Khu khảo cổ Castillo | Tormón   |        |                     | 1/INM/TER/029/218/003          | 17/04/2006           | Upload image |

#### Tornos
| Tên            | Dạng                 | Địa điểm | Tọa độ | Số hồ sơ tham khảo? | Số hồ sơ tại chính phủ tự trị? | Ngày nhận danh hiệu? | Hình ảnh     |
| -------------- | -------------------- | -------- | ------ | ------------------- | ------------------------------ | -------------------- | ------------ |
| Lâu đài Tornos | Khu khảo cổ Castillo | Tornos   |        |                     | 1/INM/TER/025/219/001          | 17/04/2006           | Upload image |

#### Torralba de los Sisones
| Tên             | Dạng    | Địa điểm                | Tọa độ | Số hồ sơ tham khảo? | Số hồ sơ tại chính phủ tự trị? | Ngày nhận danh hiệu? | Hình ảnh     |
| --------------- | ------- | ----------------------- | ------ | ------------------- | ------------------------------ | -------------------- | ------------ |
| Lâu đài Sisones | Lâu đài | Torralba de los Sisones |        |                     | 1/INM/TER/025/220/004          | 17/04/2006           | Upload image |

#### Torre de las Arcas
| Tên                | Dạng    | Địa điểm           | Tọa độ | Số hồ sơ tham khảo? | Số hồ sơ tại chính phủ tự trị? | Ngày nhận danh hiệu? | Hình ảnh     |
| ------------------ | ------- | ------------------ | ------ | ------------------- | ------------------------------ | -------------------- | ------------ |
| Lâu đài Tháp Arcas | Lâu đài | Torre de las Arcas |        |                     | 1/INM/TER/026/224/004          | 17/04/2006           | Upload image |

#### Torre los Negros
| Tên                 | Dạng                | Địa điểm          | Tọa độ | Số hồ sơ tham khảo? | Số hồ sơ tại chính phủ tự trị? | Ngày nhận danh hiệu? | Hình ảnh     |
| ------------------- | ------------------- | ----------------- | ------ | ------------------- | ------------------------------ | -------------------- | ------------ |
| Lâu đài Tháp Negros | Khu khảo cổ Lâu đài | Torre los Negros] |        |                     | 1/INM/TER/025/227/002          | 17/04/2006           | Upload image |

#### Torrecilla de Alcañiz
| Tên                            | Dạng | Địa điểm              | Tọa độ | Số hồ sơ tham khảo? | Số hồ sơ tại chính phủ tự trị? | Ngày nhận danh hiệu? | Hình ảnh     |
| ------------------------------ | ---- | --------------------- | ------ | ------------------- | ------------------------------ | -------------------- | ------------ |
| Tòa thị chính Tháp nhỏ Alcañiz |      | Torrecilla de Alcañiz |        |                     | 7/INM/TER/019/221/001          | 29/04/2003           | Upload image |

#### Torrecilla del Rebollar
| Tên                       | Dạng                | Địa điểm                               | Tọa độ | Số hồ sơ tham khảo? | Số hồ sơ tại chính phủ tự trị? | Ngày nhận danh hiệu? | Hình ảnh     |
| ------------------------- | ------------------- | -------------------------------------- | ------ | ------------------- | ------------------------------ | -------------------- | ------------ |
| Tháp Santa Elena (Godos)  | Lâu đài             | Torrecilla del Rebollar Godos (Teruel) |        |                     | 1/INM/TER/025/222/007          | 17/04/2006           | Upload image |
| Lâu đài Tháp nhỏ Rebollar | Khu khảo cổ Lâu đài | Torrecilla del Rebollar                |        |                     | 1/INM/TER/025/222/011          | 17/04/2006           | Upload image |

#### Tramacastilla
| Tên                   | Dạng                 | Địa điểm      | Tọa độ | Số hồ sơ tham khảo? | Số hồ sơ tại chính phủ tự trị? | Ngày nhận danh hiệu? | Hình ảnh     |
| --------------------- | -------------------- | ------------- | ------ | ------------------- | ------------------------------ | -------------------- | ------------ |
| Lâu đài Tramacastilla | Khu khảo cổ Castillo | Tramacastilla |        |                     | 1/INM/TER/031/235/006          | 17/04/2006           | Upload image |

#### Tramacastiel
| Tên                  | Dạng                 | Địa điểm     | Tọa độ | Số hồ sơ tham khảo? | Số hồ sơ tại chính phủ tự trị? | Ngày nhận danh hiệu? | Hình ảnh     |
| -------------------- | -------------------- | ------------ | ------ | ------------------- | ------------------------------ | -------------------- | ------------ |
| Lâu đài Tramacastiel | Khu khảo cổ Castillo | Tramacastiel |        |                     | 1/INM/TER/029/234/003          | 17/04/2006           | Upload image |

#### Tronchón
| Tên                                      | Dạng    | Địa điểm | Tọa độ | Số hồ sơ tham khảo? | Số hồ sơ tại chính phủ tự trị? | Ngày nhận danh hiệu? | Hình ảnh     |
| ---------------------------------------- | ------- | -------- | ------ | ------------------- | ------------------------------ | -------------------- | ------------ |
| Nhà hoangl Tremedal                      |         | Tronchón |        | RI-51-0010886       | 7/INM/TER/030/236/002          | 19/02/2002           | Upload image |
| Nhà thờ Santa María Magdalena (Tronchón) |         | Tronchón |        | RI-51-0010893       | 7/INM/TER/030/236/003          | 05/02/2002           | Upload image |
| Lâu đài Tronchón                         | Lâu đài | Tronchón |        |                     | 1/INM/TER/030/236/017          | 17/04/2006           | Upload image |
| Mas Tháp Piquer                          | Lâu đài | Tronchón |        |                     | 1/INM/TER/030/236/018          | 17/04/2006           | Upload image |

### U

#### Urrea de Gaén
| Tên                  | Dạng        | Địa điểm      | Tọa độ | Số hồ sơ tham khảo? | Số hồ sơ tại chính phủ tự trị? | Ngày nhận danh hiệu? | Hình ảnh     |
| -------------------- | ----------- | ------------- | ------ | ------------------- | ------------------------------ | -------------------- | ------------ |
| Khu vực Loma Regadío | Khu khảo cổ | Urrea de Gaén |        | RI-55-0000828       |                                | 05/10/2004           | Upload image |

### V

#### Valacloche
| Tên                | Dạng    | Địa điểm   | Tọa độ | Số hồ sơ tham khảo? | Số hồ sơ tại chính phủ tự trị? | Ngày nhận danh hiệu? | Hình ảnh     |
| ------------------ | ------- | ---------- | ------ | ------------------- | ------------------------------ | -------------------- | ------------ |
| Lâu đài Valacloche | Lâu đài | Valacloche |        |                     | 1/INM/TER/029/239/002          | 17/04/2006           | Upload image |

#### Valdealgorfa
| Tên                              | Dạng                       | Địa điểm     | Tọa độ                                      | Số hồ sơ tham khảo? | Số hồ sơ tại chính phủ tự trị? | Ngày nhận danh hiệu? | Hình ảnh     |
| -------------------------------- | -------------------------- | ------------ | ------------------------------------------- | ------------------- | ------------------------------ | -------------------- | ------------ |
| Nhà thờ Natividad Nuestra Señora | Di tích Kiến trúc tôn giáo |              | 40°59′27″B 0°02′06″T / 40,9908°B 0,035065°T | RI-51-0004698       | 7/INM/TER/019/241/001          | 22/09/1982           | Upload image |
| Hang Charco Agua Amarga          | Arte Rupestre              | Valdealgorfa |                                             | RI-51-0000276       |                                | 25/04/1924           | Upload image |

#### Valderrobres
| Tên                                      | Dạng                                                    | Địa điểm     | Tọa độ                                        | Số hồ sơ tham khảo? | Số hồ sơ tại chính phủ tự trị? | Ngày nhận danh hiệu? | Hình ảnh                                         |
| ---------------------------------------- | ------------------------------------------------------- | ------------ | --------------------------------------------- | ------------------- | ------------------------------ | -------------------- | ------------------------------------------------ |
| Tòa thị chính Valderrobres               | Di tích Arquitrectura civil Kiểu: Trường phái kiểu cách | Valderrobres | 40°52′30″B 0°09′16″Đ / 40,874986°B 0,154568°Đ | RI-51-0004681       | 7/INM/TER/027/246/002          | 24/07/1982           | Casa consistorial de Valderrobres · Upload image |
| Nhà thờ Santa María Mayor (Valderrobres) | Di tích Arquitrectura religiosa Kiểu: Levantine Gothic  | Valderrobres | 40°52′33″B 0°09′18″Đ / 40,875928°B 0,154943°Đ | RI-51-0004757       | 7/INM/TER/027/246/003          | 22/12/1982           | Upload image                                     |
| Lâu đài Valderrobres                     | Lâu đài                                                 | Valderrobres |                                               | RI-51-0000931       | 7/INM/TER/027/246/001          | 03/06/1931           | Upload image                                     |
| Nhà Molés                                |                                                         | Valderrobres |                                               |                     | 1/INM/TER/027/246/005          | 05/10/2004           | Upload image                                     |
| Nhà Foz                                  |                                                         | Valderrobres |                                               |                     | 1/INM/TER/027/246/008          | 05/10/2004           | Upload image                                     |
| Nhà Camps                                |                                                         | Valderrobres |                                               |                     | 1/INM/TER/027/246/009          | 05/10/2004           | Upload image                                     |
| Torreón Valderrobres                     | Lâu đài                                                 | Valderrobres |                                               |                     | 1/INM/TER/027/246/013          | 17/04/2006           | Upload image                                     |
| Valderrobres                             | Khu phức hợp lịch sử                                    | Valderrobres |                                               |                     |                                | 05/10/2004           | Upload image                                     |

#### Villar del Cobo
| Tên                                          | Dạng | Địa điểm        | Tọa độ | Số hồ sơ tham khảo? | Số hồ sơ tại chính phủ tự trị? | Ngày nhận danh hiệu? | Hình ảnh     |
| -------------------------------------------- | ---- | --------------- | ------ | ------------------- | ------------------------------ | -------------------- | ------------ |
| Nhà thờ Santos Justo và Pastor (Villar Cobo) |      | Villar del Cobo |        | RI-51-0010887       | 7/INM/TER/031/257/001          | 19/02/2002           | Upload image |

#### Villarluengo
| Tên              | Dạng                 | Địa điểm     | Tọa độ | Số hồ sơ tham khảo? | Số hồ sơ tại chính phủ tự trị? | Ngày nhận danh hiệu? | Hình ảnh     |
| ---------------- | -------------------- | ------------ | ------ | ------------------- | ------------------------------ | -------------------- | ------------ |
| Masía Torre      | Lâu đài              | Villarluengo |        |                     | 1/INM/TER/030/260/018          | 17/04/2006           | Upload image |
| Mas Tháp Gorgue  | Lâu đài              | Villarluengo |        |                     | 1/INM/TER/030/260/020          | 17/04/2006           | Upload image |
| Lâu đài Monsanto | Khu khảo cổ Castillo | Villarluengo |        |                     | 1/INM/TER/030/260/019          | 17/04/2006           | Upload image |

#### Villarroya de los Pinares
| Tên                                   | Dạng                 | Địa điểm                             | Tọa độ | Số hồ sơ tham khảo? | Số hồ sơ tại chính phủ tự trị? | Ngày nhận danh hiệu? | Hình ảnh     |
| ------------------------------------- | -------------------- | ------------------------------------ | ------ | ------------------- | ------------------------------ | -------------------- | ------------ |
| Nhà thờ Asunción (Villarroya Pinares) |                      | Villarroya de los Pinares            |        | RI-51-0010854       | 7/INM/TER/030/262/001          | 02/10/2001           | Upload image |
| Tháp canh Villarroya Pinares          | Lâu đài              | Villarroya de los Pinares            |        |                     | 1/INM/TER/030/262/017          | 17/04/2006           | Upload image |
| Villarroya Pinares                    | Khu phức hợp lịch sử | Villarroya de los Pinares            |        | RI-53-0000279       |                                | 15/12/1982           | Upload image |
| Camino Pilones                        | Khu phức hợp lịch sử | Villarroya de los Pinares và Allepuz |        | RI-53-0000640       |                                | 15/04/2008           | Upload image |

#### Villastar
| Tên                  | Dạng    | Địa điểm  | Tọa độ | Số hồ sơ tham khảo? | Số hồ sơ tại chính phủ tự trị? | Ngày nhận danh hiệu? | Hình ảnh     |
| -------------------- | ------- | --------- | ------ | ------------------- | ------------------------------ | -------------------- | ------------ |
| Tháp masía Villastar | Lâu đài | Villastar |        |                     | 1/INM/TER/029/263/003          | 17/04/2006           | Upload image |

#### Villel
| Tên                  | Dạng    | Địa điểm | Tọa độ | Số hồ sơ tham khảo? | Số hồ sơ tại chính phủ tự trị? | Ngày nhận danh hiệu? | Hình ảnh     |
| -------------------- | ------- | -------- | ------ | ------------------- | ------------------------------ | -------------------- | ------------ |
| Lâu đài Cid (Villel) | Lâu đài | Villel   |        |                     | 1/INM/TER/029/264/002          | 17/04/2006           | Upload image |

#### Vinaceite
| Tên                       | Dạng        | Địa điểm  | Tọa độ | Số hồ sơ tham khảo? | Số hồ sơ tại chính phủ tự trị? | Ngày nhận danh hiệu? | Hình ảnh     |
| ------------------------- | ----------- | --------- | ------ | ------------------- | ------------------------------ | -------------------- | ------------ |
| Despoblado Ibérico Bovina | Khu khảo cổ | Vinaceite |        | RI-55-0000050       |                                | 03/06/1931           | Upload image |

#### Visiedo
| Tên             | Dạng    | Địa điểm | Tọa độ | Số hồ sơ tham khảo? | Số hồ sơ tại chính phủ tự trị? | Ngày nhận danh hiệu? | Hình ảnh     |
| --------------- | ------- | -------- | ------ | ------------------- | ------------------------------ | -------------------- | ------------ |
| Lâu đài Visiedo | Lâu đài | Visiedo  |        |                     | 1/INM/TER/029/266/004          | 17/04/2006           | Upload image |